# Lijst van dragers van de Orde Pour le Mérite (oorlogsklasse)

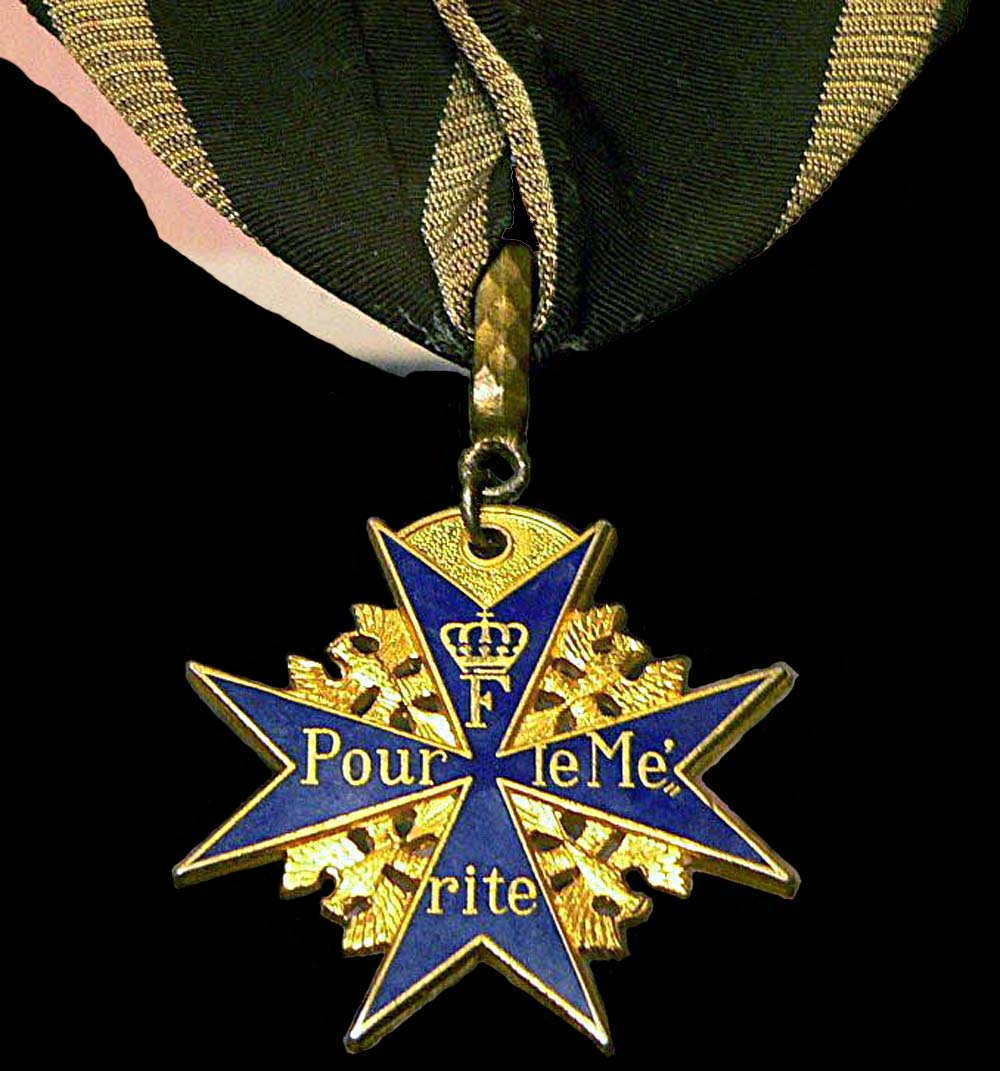
Pour le Mérite

De Lijst van de militaire dragers van de Orde Pour le Mérite (oorlogsklasse). De orde werd in 1740 gecreëerd door Frederik II van Pruisen. Er hebben in totaal 5430 soldaten, matrozen en manschappen deze onderscheiding mogen ontvangen. De Pour le Mérite was de hoogste orde van het koninkrijk Pruisen voor de Duitse soldaten tijdens de Eerste Wereldoorlog.

## Lijst

### A
| Naam                             | Rang                                          | Krijgsmachtonderdeel       | Pour le Mérite    | Eikenloof        | Afbeelding |
| -------------------------------- | --------------------------------------------- | -------------------------- | ----------------- | ---------------- | ---------- |
| Hans Adam                        | Kapitänleutnant                               | Kaiserliche Marine         | 6 november 1917   |                  |            |
| Armand von Alberti               | Oberst                                        | Deutsches Heer             | 8 november 1918   |                  |            |
| Viktor Albrecht                  | Generalleutnant                               | Deutsches Heer             | 9 april 1918      |                  |            |
| Karl Allmenröder                 | Leutnant                                      | Luftstreitkräfte           | 14 juni 1917      |                  |            |
| Dr. Ernst Freiherr von Althaus   | Oberleutnant                                  | Luftstreitkräfte           | 22 juli 1916      |                  |            |
| Richard d'Alton-Rauch            | Oberstleutnant                                | Deutsches Heer             | 15 augustus 1918  |                  |            |
| Achaz Heinrich von Alvensleben   | Major                                         | Deutsches Heer             | 1758              |                  |            |
| Constantin von Alvensleben       | Generalleutnant                               | Deutsches Heer             | 17 september 1866 | 31 december 1870 |            |
| Walter Arens                     | Major                                         | Deutsches Heer             | 25 oktober 1918   |                  |            |
| Lothar von Arnauld de la Perière | Kapitänleutnant                               | Kaiserliche Marine         | 11 oktober 1916   |                  |            |
| Achim von Arnim                  | Hauptmann                                     | Deutsches Heer             | 17 april 1918     |                  |            |
| Arthur Arz von Straussenburg     | Feldmarschall-Leutnant General der Infanterie | Oostenrijks-Hongaars leger | 28 augustus 1915  | 6 augustus 1917  |            |
| Kasimir von Auer                 | Stabsrittmeister                              | Deutsches Heer             | 18 december 1812  |                  |            |

### B
| Naam                                        | Rang                                                   | Krijgsmachtonderdeel       | Pour le Mérite    | Eikenloof        | Afbeelding |
| ------------------------------------------- | ------------------------------------------------------ | -------------------------- | ----------------- | ---------------- | ---------- |
| Paul Baader                                 | Major                                                  | Deutsches Heer             | 20 oktober 1918   |                  |            |
| Ernst von Bacmeister                        | General der Infanterie                                 | Deutsches Heer             | 8 oktober 1917    |                  |            |
| Willem van Baden                            | General der Infanterie                                 | Badisch-Pruisisch leger    | 18 december 1895  |                  |            |
| Paul Bäumer                                 | Leutnant                                               | Luftstreitkräfte           | 2 november 1918   |                  |            |
| William Balck                               | Generalmajor                                           | Deutsches Heer             | 9 maart 1918      |                  |            |
| Hermann von Balcke                          | Oberstleutnant                                         | Deutsches Heer             | 29 juli 1917      |                  |            |
| Viktor Bangert                              | Hauptmann                                              | Deutsches Heer             | 24 november 1917  |                  |            |
| Dr. Karl Freiherr von Bardolff              | Generalmajor                                           | Oostenrijks-Hongaars leger | 27 juli 1917      |                  |            |
| Albert Christoph Gottlieb von Barnekow      | Generalleutnant                                        | Deutsches Heer             | 20 september 1866 | 20 januari 1871  |            |
| Karl Bartenbach                             | Korvettenkapitän                                       | Kaiserliche Marine         | 27 oktober 1917   |                  |            |
| Josef Barth                                 | Major                                                  | Deutsches Heer             | 9 augustus 1918   |                  |            |
| Max Bauer                                   | Oberstleutnant                                         | Deutsches Heer             | 19 december 1916  | 28 maart 1918    |            |
| Frans Maria Luitpold van Beieren            | Generalmajor                                           | Beiers leger               | 16 mei 1918       |                  |            |
| Leopold van Beieren                         | Generalfeldmarschall                                   | Beiers leger               | 5 augustus 1915   | 25 juli 1917     |            |
| Lodewijk III van Beieren                    | Generalfeldmarschall                                   | Beiers leger               | 8 december 1916   |                  |            |
| Rupprecht van Beieren                       | Generaloberst Generalfeldmarschall                     | Beiers leger               | 22 augustus 1915  | 20 december 1916 |            |
| Olivier Freiherr von Beaulieu-Marconnay     | Leutnant                                               | Luftstreitkräfte           | 26 oktober 1918   |                  |            |
| Friedrich Becker                            | Major                                                  | Deutsches Heer             | 17 september 1918 |                  |            |
| Friedrich Wilhelm Heinrich Ernst von Beeren | Major                                                  | Deutsches Heer             | 7 juni 1864       |                  |            |
| Karl Friedrich Hermann von Beeren           | Oberstleutnant                                         | Pruisisch leger            | 22 mei 1801       |                  |            |
| Curt von Beerfelde                          | Major                                                  | Deutsches Heer             | 21 april 1918     |                  |            |
| Paul Behncke                                | Vizeadmiral                                            | Kaiserliche Marine         | 4 december 1917   |                  |            |
| Franz von Behr                              | Oberstleutnant                                         | Deutsches Heer             | 8 oktober 1917    |                  |            |
| Stanislaus Behrendt                         | Hauptmann                                              | Deutsches Heer             | 4 oktober 1918    |                  |            |
| Eduard von Below                            | General der Infanterie                                 | Deutsches Heer             | 18 augustus 1917  |                  |            |
| Ernst von Below                             | Generalmajor                                           | Deutsches Heer             | 24 november 1917  | 13 oktober 1918  |            |
| Fritz von Below                             | General der Infanterie                                 | Deutsches Heer             | 16 februari 1915  | 11 augustus 1916 |            |
| Hans von Below                              | Generalmajor                                           | Deutsches Heer             | 24 november 1917  |                  |            |
| Otto von Below                              | General der Infanterie                                 | Deutsches Heer             | 16 februari 1915  | 27 april 1917    |            |
| Theodor Werner Christian von Below          | Oberst                                                 | Deutsches Heer             | 1 januari 1815    |                  |            |
| Richard von Berendt                         | Oberst Generalmajor                                    | Deutsches Heer             | 14 januari 1917   | 24 november 1917 |            |
| Karl Berger                                 | Generalmajor                                           | Deutsches Heer             | 17 april 1918     |                  |            |
| Walter von Bergmann                         | Generalmajor                                           | Deutsches Heer             | 8 mei 1918        |                  |            |
| Waldemar Berka                              | Hauptmann                                              | Deutsches Heer             | 23 juni 1918      |                  |            |
| Fritz Otto Bernert                          | Leutnant                                               | Luftstreitkräfte           | 23 april 1917     |                  |            |
| Friedrich von Bernhardi                     | General der Kavallerie                                 | Deutsches Heer             | 20 augustus 1916  | 15 mei 1918      |            |
| Felix von Bernuth                           | Hauptmann                                              | Deutsches Heer             | 9 oktober 1918    |                  |            |
| Hans Berr                                   | Oberleutnant                                           | Luftstreitkräfte           | 4 december 1916   |                  |            |
| Albert von Berrer                           | Generalleutnant                                        | Württembergs leger         | 27 augustus 1917  |                  |            |
| Rudolf Berthold                             | Oberleutnant                                           | Luftstreitkräfte           | 12 oktober 1916   |                  |            |
| Hans Beseler                                | Major                                                  | Deutsches Heer             | 28 november 1917  |                  |            |
| Hans Hartwig von Beseler                    | General der Infanterie                                 | Deutsches Heer             | 10 oktober 1914   | 20 augustus 1915 |            |
| Ernst von Bila                              | Major                                                  | Deutsches Heer             | 23 August 1918    |                  |            |
| Karl Anton von Bila                         | Hauptmann                                              | Deutsches Heer             | 13 juli 1794      |                  |            |
| Rudolf Ernst von Bila                       | Stabsrittmeister                                       | Deutsches Heer             | 18 september 1787 |                  |            |
| Karl Gustav von Bilow                       | Hauptmann                                              | Deutsches Heer             | 2 juni 1793       |                  |            |
| Jakob Albrecht von Birckhahn                | Oberst                                                 | Deutsches Heer             | 27 augustus 1789  |                  |            |
| Siegmund Ernst von Birckhahn                | Hauptmann                                              | Deutsches Heer             | juni 1745         |                  |            |
| Gustav Kalixt von Biron                     | Generalmajor                                           | Deutsches Heer             | 9 mei 1814        |                  |            |
| Karl Friedrich Wilhelm von Böhmer           | Premierleutnant                                        | Deutsches Heer             | 1807              |                  |            |
| Josef Bischoff                              | Oberstleutnant                                         | Deutsches Heer             | 30 juni 1918      |                  |            |
| Ernst Friedrich von Bismarck                | Lieutenant                                             | Deutsches Heer             | 28 augustus 1758  |                  |            |
| Karl August von Bismarck                    | Oberst                                                 | Deutsches Heer             | 30 mei 1791       |                  |            |
| Leopold Friedrich von Bismarck              | Sekondeleutnant                                        | Deutsches Heer             | 2 oktober 1793    |                  |            |
| Otto von Bismarck                           | Generaloberst met de rang van een Generalfeldmarschall | Deutsches Heer             | 1 september 1884  | 1 september 1884 |            |
| Karl Bothmar von Bissing                    | Kapitän                                                | Deutsches Heer             | juni 1751         |                  |            |
| Otto Heinrich von Bistram                   | Major                                                  | Deutsches Heer             | 11 december 1793  |                  |            |
| Alexander Bistrom                           | Unterlieutenant                                        | Keizerlijk Russisch leger  | 18 oktober 1814   |                  |            |
| Anton Bistrom                               | Oberstleutnant                                         | Keizerlijk Russisch leger  | 8 december 1813   |                  |            |
| Eduard von Bistrom                          | Kapitän                                                | Keizerlijk Russisch leger  | 20 maart 1808     |                  |            |
| Filipp von Bistrom                          | Kapitän                                                | Keizerlijk Russisch leger  | 5 mei 1814        |                  |            |
| Karl von Bistrom (Karl Ivanovitch Bistrom)  |                                                        | Keizerlijk Russisch leger  | 1806              |                  |            |
| Werner von Blomberg                         | Generalfeldmarschall                                   | Deutsches Heer             | 3 juni 1918       |                  |            |
| Walter Blume                                | Leutnant                                               | Luftstreitkräfte           | 30 september 1918 |                  |            |
| Leonhard von Blumenthal                     | Generalfeldmarschall                                   | Deutsches Heer             | 22 april 1898     |                  |            |
| Fedor von Bock                              | Generalfeldmarschall                                   | Deutsches Heer             | 1 april 1918      |                  |            |
| Franz-Karl von Bock                         | Oberst                                                 | Deutsches Heer             | 13 oktober 1918   |                  |            |
| Alfred von Böckmann                         | Generalleutnant                                        | Deutsches Heer             | 8 oktober 1916    | 1 juni 1917      |            |
| Eduard von Böhm-Ermolli                     | Generalfeldmarschall                                   | Oostenrijks-Hongaars leger | 7 oktober 1916    | 27 juli 1918     |            |
| Erich Böhme                                 | Generalleutnant                                        | Deutsches Heer             | 7 mei 1918        |                  |            |
| Erwin Böhme                                 | Leutnant                                               | Luftstreitkräfte           | 24 november 1917  |                  |            |
| Max von Boehn                               | Generaloberst                                          | Deutsches Heer             | 24 augustus 1916  | 20 mei 1917      |            |
| Oswald Boelcke                              | Hauptmann                                              | Luftstreitkräfte           | 12 januari 1916   |                  |            |
| Oskar Freiherr von Boenigk                  | Generalmajor                                           | Luftstreitkräfte           | 25 oktober 1918   |                  |            |
| Gustav von Boetticher                       | Generalleutnant                                        | Keizerlijk Russisch leger  | 13 september 1813 |                  |            |
| Friedrich Ritter von Bogendörfer            | Generalmajor                                           | Deutsches Heer             | 8 november 1918   |                  |            |
| Helmuth Bohm                                | Oberstleutnant                                         | Deutsches Heer             | 5 mei 1918        |                  |            |
| Karl Bolle                                  | Oberstleutnant                                         | Luftstreitkräfte           | 21 augustus 1918  |                  |            |
| Heinrich Bongartz                           | Oberst                                                 | Luftstreitkräfte           | 23 december 1917  |                  |            |
| Curt von dem Borne                          | General der Infanterie                                 | Deutsches Heer             | 9 april 1918      | 3 november 1918  |            |
| Svetozar Boroević von Bojna                 | Feldmarschall                                          | Oostenrijks-Hongaars leger | 3 november 1917   |                  |            |
| Karl von Borries                            | General der Infanterie                                 | Deutsches Heer             | 13 juni 1918      |                  |            |
| Rudolf von Borries                          | Generalmajor                                           | Deutsches Heer             | 4 augustus 1917   |                  |            |
| Julius von Bose                             | General der Infanterie                                 | Deutsches Heer             | 20 september 1866 |                  |            |
| Kuno-Hans von Both                          | General der Infanterie                                 | Deutsches Heer             | 10 april 1918     |                  |            |
| Felix Graf von Bothmer                      | Generaloberst                                          | Deutsches Heer             | 7 juli 1915       | 25 juli 1917     |            |
| Ernst Brandenburg                           | Oberst                                                 | Luftstreitkräfte           | 14 juni 1917      |                  |            |
| Curt von Brandenstein                       | Oberstleutnant                                         | Deutsches Heer             | 26 september 1918 |                  |            |
| Hermann von Brandenstein                    | General der Infanterie                                 | Deutsches Heer             | 27 augustus 1918  |                  |            |
| Otto Freiherr von Brandenstein              | Generalleutnant                                        | Deutsches Heer             | 15 mei 1918       |                  |            |
| Cordt Freiherr von Brandis                  | Generalleutnant                                        | Deutsches Heer             | 21 april 1918     |                  |            |
| Cordt von Brandis                           | Major                                                  | Deutsches Heer             | 14 maart 1916     |                  |            |
| Tido von Brederlow                          | Generalmajor                                           | Deutsches Heer             | 9 oktober 1918    |                  |            |
| Antol Graf von Bredow                       | General der Kavallerie                                 | Deutsches Heer             | 23 juli 1915      |                  |            |
| Ludwig Breßler                              | General der Infanterie                                 | Deutsches Heer             | 9 oktober 1918    |                  |            |
| Carl Briese                                 | Generalleutnant                                        | Deutsches Heer             | 30 augustus 1918  |                  |            |
| Friedrich Brinckmann                        | Oberst                                                 | Deutsches Heer             | 6 maart 1918      |                  |            |
| Heinrich Brinkord                           | Oberstleutnant                                         | Deutsches Heer             | 21 oktober 1918   |                  |            |
| Ferdinand Brisken                           | Oberstleutnant                                         | Deutsches Heer             | 23 april 1918     |                  |            |
| Bernhard Bronsart von Schellendorff         | Generalleutnant                                        | Deutsches Heer             | 16 september 1916 |                  |            |
| Hans Bronsart von Schellendorff             | Major                                                  | Deutsches Heer             | 25 oktober 1918   |                  |            |
| Walter Siegfried Bronsart von Schellendorff | Oberst                                                 | Deutsches Heer             | 2 juni 1918       |                  |            |
| Georg Bruchmüller                           | Oberst                                                 | Deutsches Heer             | 1 mei 1917        | 26 maart 1918    |            |
| Erich Brückner                              | Oberst                                                 | Deutsches Heer             | 4 september 1918  |                  |            |
| Hieronymus von Brückner                     | Generalmajor                                           | Deutsches Heer             | 3 juni 1792       |                  |            |
| Friedrich Bruns                             | Oberst                                                 | Deutsches Heer             | 6 november 1918   |                  |            |
| Julius Buckler                              | Oberstleutnant                                         | Luftstreitkräfte           | 4 december 1917   |                  |            |
| Hans-Joachim Buddecke                       | Oberleutnant                                           | Luftstreitkräfte           | 14 april 1915     |                  |            |
| Franz Büchner                               | Leutnant                                               | Luftstreitkräfte           | 25 oktober 1918   |                  |            |
| Gustav von Buddenbrock                      | General der Infanterie                                 | Deutsches Heer             | 7 juni 1864       |                  |            |
| Rudolph Otto von Budritzki                  | Generalleutnant                                        | Deutsches Heer             | 1 november 1870   |                  |            |
| Christoph Karl von Bülow                    | General der Kavallerie                                 | Deutsches Heer             | 1745              |                  |            |
| Karl von Bülow                              | Generalfeldmarschall                                   | Deutsches Heer             | 4 april 1915      |                  |            |
| Walter von Bülow-Bothkamp                   | Leutnant                                               | Luftstreitkräfte           | 8 oktober 1917    |                  |            |
| Heinrich von Bünau                          | General der Infanterie                                 | Deutsches Heer             | 17 september 1918 |                  |            |
| Robert Bürkner                              | Generalmajor                                           | Deutsches Heer             | 16 mei 1918       |                  |            |
| Boris III van Bulgarije                     | Generalfeldmarschall                                   | Bulgaars leger             | 26 oktober 1916   |                  |            |
| Ferdinand I van Bulgarije                   | Generalfeldmarschall                                   | Bulgaars leger             | 8 september 1916  | 8 september 1916 |            |
| Hermann Ritter von Burkhardt                | General der Artillerie                                 | Deutsches Heer             | 12 mei 1917       |                  |            |
| Ernst Busch                                 | Generalfeldmarschall                                   | Deutsches Heer             | 4 oktober 1918    |                  |            |
| Georg von dem Bussche-Haddenhausen          | Oberstleutnant                                         | Deutsches Heer             | 18 september 1918 |                  |            |
| Johannes von Busse                          | Generalleutnant                                        | Deutsches Heer             | 16 april 1918     |                  |            |

### C
| Naam                         | Rang                   | Krijgsmachtonderdeel       | Pour le Mérite   | Eikenloof         | Afbeelding |
| ---------------------------- | ---------------------- | -------------------------- | ---------------- | ----------------- | ---------- |
| Philipp Carl von Canstein    | General der Infanterie | Deutsches Heer             | 7 juni 1864      | 20 september 1866 |            |
| Eduard von Capelle           | Admiral                | Kaiserliche Marine         | 9 januari 1918   |                   |            |
| Leo von Caprivi              | General                | Deutsches Heer             | 18 januari 1871  |                   |            |
| Alois Caracciola-Delbrück    | Oberst                 | Deutsches Heer             | 25 augustus 1918 |                   |            |
| Adolph von Carlowitz         | General der Infanterie | Deutsches Heer             | 29 juli 1917     | 25 mei 1918       |            |
| Walter Caspari               | Oberst                 | Deutsches Heer             | 21 april 1918    |                   |            |
| Martin Chales de Beaulieu    | General der Infanterie | Deutsches Heer             | 5 september 1917 |                   |            |
| Siegfried von la Chevallerie | General der Artillerie | Deutsches Heer             | 20 januari 1918  | 5 oktober 1918    |            |
| Friedrich Christiansen       | General der Flieger    | Luftstreitkräfte           | 11 december 1917 |                   |            |
| Eberhard von Claer           | General der Infanterie | Deutsches Heer             | 29 June 1915     |                   |            |
| Max Clausius                 | Oberst                 | Deutsches Heer             | 15 oktober 1918  |                   |            |
| Erwin von Collani            | Oberstleutnant         | Deutsches Heer             | 7 mei 1918       |                   |            |
| Alexander Commichau          | Oberst                 | Deutsches Heer             | 21 april 1918    |                   |            |
| Franz Conrad von Hötzendorf  | Generalfeldmarschall   | Oostenrijks-Hongaars leger | 12 mei 1915      | 26 januari 1917   |            |
| Richard von Conta            | General der Infanterie | Deutsches Heer             | 15 oktober 1916  | 26 maart 1918     |            |
| Elimar von Cranach           | Generalmajor           | Deutsches Heer             | 22 april 1918    |                   |            |

### D
| Naam                                  | Rang                   | Krijgsmachtonderdeel | Pour le Mérite   | Eikenloof   | Afbeelding |
| ------------------------------------- | ---------------------- | -------------------- | ---------------- | ----------- | ---------- |
| Rudolf Dänner                         | Generalleutnant        | Deutsches Heer       | 26 oktober 1918  |             |            |
| Viktor Dallmer                        | General der Infanterie | Deutsches Heer       | 26 april 1917    | 8 juni 1918 |            |
| Gustav Dammann                        | Generalleutnant        | Deutsches Heer       | 6 november 1918  |             |            |
| Johannes von Dassel                   | General der Infanterie | Deutsches Heer       | 25 oktober 1918  |             |            |
| Carl Degelow                          | Major                  | Luftstreitkräfte     | 8 november 1918  |             |            |
| Berthold von Deimling                 | General der Infanterie | Deutsches Heer       | 28 augustus 1916 |             |            |
| Dr. Walter von Delius                 | Oberst                 | Luftstreitkräfte     | 20 januari 1918  |             |            |
| Friedrich-Wilhelm Dernen              |                        | Deutsches Heer       | 29 augustus 1918 |             |            |
| Arnold von Detten                     | Oberstleutnant         | Deutsches Heer       | 27 augustus 1918 |             |            |
| Curt von Dewitz                       | Generalleutnant        | Deutsches Heer       | 22 april 1918    |             |            |
| Carl Dieffenbach                      | General der Infanterie | Deutsches Heer       | 26 april 1917    |             |            |
| Otto Freiherr von Diepenbroick-Grüter | Generalleutnant        | Deutsches Heer       | 13 juni 1918     |             |            |
| Wilhelm von Ditfurth                  | Generalmajor           | Deutsches Heer       | 21 april 1918    |             |            |
| Djemal Pasja                          | Generalleutnant        | Ottomaans leger      | 4 september 1917 |             |            |
| Gustav Dörr                           | Leutnant               | Luftstreitkräfte     | 17 januari 1919  |             |            |
| Nikolaus Graf zu Dohna-Schlodien      | Kapitän zur See        | Kaiserliche Marine   | 7 maart 1916     |             |            |
| Wilhelm von Dommes                    | Generalleutnant        | Deutsches Heer       | 8 juni 1918      |             |            |
| Georg Dorndorf                        | Oberst                 | Deutsches Heer       | 1 april 1918     |             |            |
| Albert Dossenbach                     | Leutnant               | Luftstreitkräfte     | 11 november 1916 |             |            |
| Eduard Ritter von Dostler             | Oberleutnant           | Luftstreitkräfte     | 6 augustus 1917  |             |            |
| Hermann Drechsel                      | Oberst                 | Deutsches Heer       | 3 april 1918     |             |            |
| Hermann von Dresler und Scharfenstein | General der Infanterie | Deutsches Heer       | 8 november 1917  |             |            |
| Hans von Drigalski                    | Oberst                 | Deutsches Heer       | 28 maart 1918    |             |            |
| Wilhelm von Dücker                    | Generalmajor           | Deutsches Heer       | 29 augustus 1918 |             |            |

### E
| Naam                                 | Rang                   | Krijgmachtsonderdeel | Pour le Mérite    | Eikenloof         | Afbeelding |
| ------------------------------------ | ---------------------- | -------------------- | ----------------- | ----------------- | ---------- |
| Johannes von Eben                    | General der Infanterie | Deutsches Heer       | 7 oktober 1916    | 22 september 1917 |            |
| Magnus von Eberhardt                 | General der Infanterie | Deutsches Heer       | 20 mei 1917       | 25 april 1918     |            |
| Gottfried Edelbüttel                 | General der Infanterie | Deutsches Heer       | 12 oktober 1917   |                   |            |
| Franz Freiherr von Edelsheim         | Oberstleutnant         | Deutsches Heer       | 4 oktober 1918    |                   |            |
| Ralph von Egidy                      | Generalmajor           | Deutsches Heer       | 31 oktober 1918   |                   |            |
| Oskar von Ehrenthal                  | General der Infanterie | Deutsches Heer       | 15 juni 1917      |                   |            |
| Hermann von Eichhorn                 | Generalfeldmarschall   | Deutsches Heer       | 18 augustus 1915  | 28 september 1915 |            |
| Karl von Einem genannt von Rothmaler | Generaloberst          | Deutsches Heer       | 16 maart 1915     | 17 oktober 1916   |            |
| Karl d'Elsa                          | Generaloberst          | Deutsches Heer       | 1 september 1916  |                   |            |
| Hugo Elstermann von Elster           | General der Infanterie | Deutsches Heer       | 22 september 1917 |                   |            |
| Otto von Emmich                      | General der Infanterie | Deutsches Heer       | 7 augustus 1914   | 14 mei 1915       |            |
| Siegfried Freiherr von Ende          | Generalleutnant        | Deutsches Heer       | 31 oktober 1917   |                   |            |
| Nikolaus Ritter von Endres           | General der Infanterie | Deutsches Heer       | 17 april 1918     | 4 augustus 1918   |            |
| Georg von Engelbrechten              | General der Infanterie | Deutsches Heer       | 8 juli 1918       |                   |            |
| Enver Pasja                          | Generalleutnant        | Osmanisches Heer     | 23 augustus 1915  | 10 januari 1916   |            |
| Franz von Epp                        | General der Infanterie | Deutsches Heer       | 29 mei 1918       |                   |            |
| Hans von der Esch                    | Generalleutnant        | Deutsches Heer       | 13 oktober 1918   |                   |            |
| Friedrich Freiherr von Esebeck       | General der Infanterie | Deutsches Heer       | 3 april 1918      |                   |            |
| Ludwig von Estorff                   | General der Infanterie | Deutsches Heer       | 6 september 1917  |                   |            |
| Günther von Etzel                    | General der Kavallerie | Deutsches Heer       | 4 augustus 1918   | 25 oktober 1918   |            |
| Siegfried Graf zu Eulenburg-Wicken   | Oberst                 | Deutsches Heer       | 27 augustus 1917  | 4 september 1918  |            |

### F
| Naam                                        | Rang                   | Krijgsmachtonderdeel | Pour le Mérite    | Eikenloof        | Afbeelding |
| ------------------------------------------- | ---------------------- | -------------------- | ----------------- | ---------------- | ---------- |
| Max von Fabeck                              | General der Infanterie | Deutsches Heer       | 23 augustus 1915  |                  |            |
| Alexander von Falkenhausen                  | General der Infanterie | Deutsches Heer       | 7 mei 1918        |                  |            |
| Ludwig von Falkenhausen                     | Generaloberst          | Deutsches Heer       | 23 augustus 1915  | 15 april 1916    |            |
| Erich von Falkenhayn                        | General der Infanterie | Deutsches Heer       | 16 februari 1915  | 3 juni 1915      |            |
| Eugen von Falkenhayn                        | General der Kavallerie | Deutsches Heer       | 28 augustus 1915  | 13 november 1915 |            |
| Karl von Fasbender                          | General der Infanterie | Deutsches Heer       | 13 september 1916 |                  |            |
| Wilhelm Faupel                              | Generalleutnant        | Deutsches Heer       | 18 juni 1918      | augustus 1918    |            |
| Bernhard Graf Finck von Finckenstein        | General der Infanterie | Deutsches Heer       | 9 april 1918      |                  |            |
| Kurt Fischer                                | Oberstleutnant         | Deutsches Heer       | 4 november 1917   |                  |            |
| Udo von Fischer                             | Generalmajor           | Deutsches Heer       | 30 juni 1918      |                  |            |
| Paul Fleck                                  | General der Infanterie | Deutsches Heer       | 16 maart 1915     |                  |            |
| Sigismund von Foerster                      | General der Infanterie | Deutsches Heer       | 28 mei 1901       |                  |            |
| Dr. Walther Forstmann                       | Kapitän zur See        | Kaiserliche Marine   | 12 augustus 1916  |                  |            |
| Ernst Freiherr von Forstner                 | General der Infanterie | Deutsches Heer       | 31 oktober 1917   | 17 juni 1918     |            |
| Ernst Frahnert                              | Oberst                 | Deutsches Heer       | 14 november 1917  |                  |            |
| Hermann von François                        | General der Infanterie | Deutsches Heer       | 14 mei 1915       | 27 juli 1917     |            |
| Adolf Franke                                | General der Artillerie | Deutsches Heer       | 18 oktober 1918   |                  |            |
| Hans-Heydan von Frankenberg und Ludwigsdorf | Generalmajor           | Deutsches Heer       | 5 juli 1918       |                  |            |
| Wilhelm Frankl                              | Leutnant               | Luftstreitkräfte     | 12 augustus 1916  |                  |            |
| Eduard von Fransecky                        | General der Infanterie | Deutsches Heer       | 20 september 1866 | 5 februari 1871  |            |
| Rudolf Frantz                               | Generalmajor           | Deutsches Heer       | 25 juli 1917      |                  |            |
| Erich Freyer                                | Generalleutnant        | Deutsches Heer       | 17 april 1918     |                  |            |
| Karl von Freyhold                           | Oberst                 | Deutsches Heer       | 14 juni 1918      |                  |            |
| Hermann Fricke                              | Generalmajor           | Luftstreitkräfte     | 23 december 1917  |                  |            |
| Friedrich von Friedeburg                    | Generalleutnant        | Deutsches Heer       | 20 september 1918 |                  |            |
| Karl Friederici                             | Major                  | Deutsches Heer       | 30 juni 1918      |                  |            |
| Albert von Fritsch                          | Generalleutnant        | Deutsches Heer       | 3 september 1918  |                  |            |
| Lothar Fritsch                              | General der Infanterie | Deutsches Heer       | 6 mei 1918        |                  |            |
| Georg Frotscher                             | General der Infanterie | Deutsches Heer       | 5 mei 1918        |                  |            |
| Georg Fuchs                                 | General der Infanterie | Deutsches Heer       | 18 augustus 1917  |                  |            |

### G
| Naam                                    | Rang                   | Krijgsmachtonderdeel | Pour le Mérite    | Eikenloof         | Afbeelding |
| --------------------------------------- | ---------------------- | -------------------- | ----------------- | ----------------- | ---------- |
| Arthur von Gabain                       | General der Infanterie | Deutsches Heer       | 8 november 1917   | 17 april 1918     |            |
| Otto Gabcke                             | Generalleutnant        | Deutsches Heer       | 1 september 1918  |                   |            |
| Hans Gaede                              | General der Infanterie | Deutsches Heer       | 25 augustus 1915  |                   |            |
| Erich Gaertner                          | Oberstleutnant         | Deutsches Heer       | 8 november 1918   |                   |            |
| Max von Gallwitz                        | General der Artillerie | Deutsches Heer       | 24 juli 1915      | 28 september 1915 |            |
| Otto von Garnier                        | General der Kavallerie | Deutsches Heer       | 12 oktober 1916   |                   |            |
| Georg Freiherr von Gayl                 | General der Infanterie | Deutsches Heer       | 8 mei 1918        |                   |            |
| Wilhelm von Gazen                       | Oberstleutnant         | Deutsches Heer       | 24 november 1917  |                   |            |
| Ludwig Freiherr von Gebsattel           | General der Kavallerie | Deutsches Heer       | 4 oktober 1916    |                   |            |
| Carl Siegfried Ritter von Georg         | Fregattenkapitän       | Kaiserliche Marine   | 24 april 1918     |                   |            |
| Ulrich von Germar                       | Generalmajor           | Deutsches Heer       | 22 april 1918     |                   |            |
| Friedrich von Gerok                     | General der Infanterie | Deutsches Heer       | 7 juli 1915       |                   |            |
| Daniel Gerth                            | Hauptmann              | Deutsches Heer       | 11 oktober 1918   |                   |            |
| Johann Heinrich Ferdinand von Glasenapp |                        | Deutsches Heer       | 20 september 1866 |                   |            |
| Wilhelm Otto von Glasenapp              | Generalleutnant        | Deutsches Heer       | 6 mei 1814        |                   |            |
| Adolf von Glümer                        | General der Infanterie | Deutsches Heer       | 5 februari 1871   |                   |            |
| Wilhelm Graf von Gluszewski-Kwilecki    | Generalmajor           | Deutsches Heer       | 24 november 1917  |                   |            |
| Hermann Göring                          | Reichsmarschall        | Luftstreitkräfte     | 2 mei 1918        |                   |            |
| Wilhelm von Goerne                      | Generalmajor           | Deutsches Heer       | 20 mei 1917       | 30 augustus 1918  |            |
| Martin Goesch                           | Generalmajor           | Deutsches Heer       | 21 april 1918     |                   |            |
| Georg von Götz                          | Major                  | Deutsches Heer       | 17 oktober 1918   |                   |            |
| August von Goetzen                      | Generalleutnant        | Deutsches Heer       | 11 september 1916 |                   |            |
| Rüdiger von der Goltz                   | Generalleutnant        | Deutsches Heer       | 15 mei 1918       |                   |            |
| Friedrich von Gontard                   | General der Infanterie | Deutsches Heer       | 9 april 1918      | 4 augustus 1918   |            |
| Heinrich Gontermann                     | Leutnant               | Luftstreitkräfte     | 14 mei 1917       |                   |            |
| Konrad von Goßler                       | General der Infanterie | Deutsches Heer       | 10 augustus 1916  |                   |            |
| Wolff von Graeffendorff                 | Oberst                 | Deutsches Heer       | 24 november 1917  |                   |            |
| Eustach Göttinger                       | Fregattenkapitän       | Kaiserliche Marine   | 24 november 1917  |                   |            |
| Wilhelm Edler von Graeve                | Oberstleutnant         | Deutsches Heer       | 8 november 1918   |                   |            |
| Kurt von Greiff                         | General der Infanterie | Deutsches Heer       | 9 juni 1918       |                   |            |
| Robert von Greim                        | Generalfeldmarschall   | Luftstreitkräfte     | 14 oktober 1918   |                   |            |
| Wilhelm Griebsch                        | Leutnant               | Luftstreitkräfte     | 30 september 1918 |                   |            |
| Wilhelm von Groddeck                    | Generalmajor           | Deutsches Heer       | 9 april 1918      |                   |            |
| Wilhelm Groener                         | Generalleutnant        | Deutsches Heer       | 11 september 1915 |                   |            |
| Hans von Gronau                         | General der Artillerie | Deutsches Heer       | 4 oktober 1916    | 6 augustus 1918   |            |
| Jürgen von Grone                        | Major                  | Luftstreitkräfte     | 13 oktober 1918   |                   |            |
| Theodor Groppe                          | Generalleutnant        | Deutsches Heer       | 6 november 1918   |                   |            |
| Hans von Grothe                         | Generalmajor           | Deutsches Heer       | 2 november 1918   |                   |            |
| Paul Grünert                            | Generalleutnant        | Deutsches Heer       | 3 mei 1918        |                   |            |
| Ernst Gruson                            | Generalmajor           | Deutsches Heer       | 6 juli 1918       |                   |            |
| Erich Gudowius                          | Generalleutnant        | Deutsches Heer       | 4 augustus 1918   |                   |            |
| Erich von Gündell                       | General der Infanterie | Deutsches Heer       | 28 augustus 1916  |                   |            |
| Hans von Guretzky-Cornitz               | General der Infanterie | Deutsches Heer       | 9 maart 1916      |                   |            |

### H
| Naam                                     | Rang                   | Krijgsmachtonderdeel      | Pour le Mérite    | Eikenloof         | Afbeelding |
| ---------------------------------------- | ---------------------- | ------------------------- | ----------------- | ----------------- | ---------- |
| Friedrich Ritter von Haack               | General der Infanterie | Deutsches Heer            | 8 augustus 1918   |                   |            |
| Wilhelm von Haasy                        | Generalleutnant        | Deutsches Heer            | 10 juni 1918      |                   |            |
| Heinrich Freiherr von Hadeln             | Generalleutnant        | Deutsches Heer            | 26 augustus 1917  |                   |            |
| Siegfried Haenicke                       | Hauptmann              | Deutsches Heer            | 14 juni 1918      |                   |            |
| Gottlieb von Haeseler                    | Generalfeldmarschall   | Deutsches Heer            | 19 januari 1873   | 22 maart 1915     |            |
| Wilhelm Hagedorn                         | Oberst                 | Deutsches Heer            | 30 juli 1917      |                   |            |
| Karl von Hagen                           | Oberstleutnant         | Deutsches Heer            | 8 april 1918      |                   |            |
| Dr. Oskar von Hahnke                     | Oberst                 | Deutsches Heer            | 8 oktober 1918    |                   |            |
| Ernst Hammacher                          | Oberst                 | Deutsches Heer            | 31 oktober 1918   |                   |            |
| Rudolph Hammer                           | Generalleutnant        | Deutsches Heer            | 24 november 1917  |                   |            |
| Fritjof Freiherr von Hammerstein-Gesmold | Generalleutnant        | Deutsches Heer            | 1 november 1918   |                   |            |
| Hans Freiherr von Hammerstein-Gesmold    | General der Infanterie | Deutsches Heer            | 6 november 1918   |                   |            |
| Karl Hansen                              | Generalleutnant        | Deutsches Heer            | 8 november 1918   |                   |            |
| Georg von Harder                         | Oberst                 | Deutsches Heer            | 25 augustus 1918  |                   |            |
| Kurt Hartwig                             | Korvettenkapitän       | Kaiserliche Marine        | 3 oktober 1918    |                   |            |
| Otto Hasse                               | General der Infanterie | Deutsches Heer            | 23 december 1917  | 12 mei 1918       |            |
| Hans-Joachim Haupt                       | Generalmajor           | Deutsches Heer            | 16 maart 1916     |                   |            |
| Wilhelm Haupt                            | Oberst                 | Deutsches Heer            | 18 augustus 1918  |                   |            |
| Ludwig Hauß                              | Oberst                 | Deutsches Heer            | 11 september 1918 |                   |            |
| Walter von Haxthausen                    | Generalmajor           | Deutsches Heer            | 13 juni 1918      |                   |            |
| Josias von Heeringen                     | Generaloberst          | Deutsches Heer            | 25 augustus 1915  | 25 augustus 1916  |            |
| Heino von Heimburg                       | Vizeadmiral            | Kaiserliche Marine        | 11 augustus 1917  |                   |            |
| Oskar Heinicke                           | Admiral                | Kaiserliche Marine        | 5 maart 1918      |                   |            |
| Franz Heinrigs                           | Oberst                 | Deutsches Heer            | 8 november 1917   |                   |            |
| Siegfried von Held                       | Generalleutnant        | Deutsches Heer            | 7 november 1918   |                   |            |
| Emil Hell                                | Generalmajor           | Deutsches Heer            | 21 september 1916 | 11 januari 1917   |            |
| Hans Ritter von Hemmer                   | Generalmajor           | Deutsches Heer            | 25 juli 1917      |                   |            |
| Richard Hentsch                          | Oberst                 | Deutsches Heer            | 23 september 1917 |                   |            |
| Ferdinand Herold                         | Majoor'Major           | Deutsches Heer            | 8 oktober 1917    |                   |            |
| Adolff Herrgott                          | Generalleutnant        | Deutsches Heer            | 4 augustus 1918   |                   |            |
| Otto Hersing                             | Fregattenkapitän       | Kaiserliche Marine        | 5 juni 1915       |                   |            |
| Hendrik van Hessen-Darmstadt             | General der Kavallerie | Deutsches Heer            | 7 juli 1887       |                   |            |
| Friedrich Wilhelm von Hetzberg           | General der Kavallerie | Deutsches Heer            | 4 november 1918   |                   |            |
| Hans Hesse                               | Generalmajor           | Deutsches Heer            | 11 december 1916  |                   |            |
| Albert Heuck                             | Generalleutnant        | Deutsches Heer            | 28 oktober 1918   |                   |            |
| Wilhelm Heye                             | Generaloberst          | Deutsches Heer            | 20 augustus 1916  | 3 april 1918      |            |
| Hubert Heym                              | Oberst                 | Deutsches Heer            | 9 april 1918      |                   |            |
| Hans von Heynitz                         | Oberst                 | Deutsches Heer            | 3 december 1917   |                   |            |
| Robert Hieronymus                        | Hauptmann              | Deutsches Heer            | 23 juni 1918      |                   |            |
| Paul von Hindenburg                      | Generalfeldmarschall   | Deutsches Heer            | 8 september 1914  | 23 februari 1915  |            |
| Franz von Hipper                         | Admiral                | Kaiserliche Marine        | 5 juni 1916       |                   |            |
| Karl Hoefer                              | Generalleutnant        | Deutsches Heer            | 23 julu 1916      | 14 april 1918     |            |
| Walter Höhndorf                          | Leutnant               | Luftstreitkräfte          | 20 juli 1916      |                   |            |
| Ernst von Hoeppner                       | General der Kavallerie | Luftstreitkräfte          | 8 april 1917      |                   |            |
| Eberhard von Hofacker                    | Generalleutnant        | Deutsches Heer            | 26 april 1917     | 24 november 1917  |            |
| Max Hoffmann                             | Generalmajor           | Deutsches Heer            | 7 oktober 1916    | 25 juli 1917      |            |
| Georg Wilhelm von Hofmann                | Major                  | Keizerlijk Russisch leger | 18 mei 1813       |                   |            |
| Heinrich von Hofmann                     | Generalleutnant        | Deutsches Heer            | 12 november 1917  | 18 september 1918 |            |
| Max Hofmann                              | General der Infanterie | Deutsches Heer            | 28 augustus 1915  | 5 juli 1918       |            |
| Ernst von Hohnhorst                      | Generalleutnant        | Deutsches Heer            | 6 mei 1918        |                   |            |
| Henning von Holtzendorff                 | Großadmiral            | Kaiserliche Marine        | 22 maart 1917     | 1 februari 1918   |            |
| Erich Homburg                            | Generalleutnant        | Luftstreitkräfte          | 13 oktober 1918   |                   |            |
| Hans-Georg Horn                          | Oberstleutnant         | Luftstreitkräfte          | 23 december 1917  |                   |            |
| Rudolf von Horn                          | General der Artillerie | Deutsches Heer            | 21 september 1918 |                   |            |
| Hans Howaldt                             | Kapitän zur See        | Kaiserliche Marine        | 26 december 1917  |                   |            |
| Otto Freiherr von Hügel                  | General der Infanterie | Deutsches Heer            | 28 augustus 1916  |                   |            |
| Walter von Hülsen                        | General der Infanterie | Deutsches Heer            | 9 april 1918      |                   |            |
| Wilhelm Humser                           | Major                  | Deutsches Heer            | 16 mei 1918       |                   |            |
| Paul Hundius                             | Kapitänleutnant        | Kaiserliche Marine        | 18 augustus 1918  |                   |            |
| Wilhelm Hundrich                         | Oberst                 | Deutsches Heer            | 23 april 1918     |                   |            |
| Friedrich Franz von Huth                 | Generalmajor           | Deutsches Heer            | 31 januari 1918   |                   |            |
| Oskar von Hutier                         | General der Infanterie | Deutsches Heer            | 6 september 1917  | 23 maart 1918     |            |

### I
| Naam          | Rang                   | Krijgsmachtonderdeel | Pour le Mérite   | Eikenloof | Afbeelding |
| ------------- | ---------------------- | -------------------- | ---------------- | --------- | ---------- |
| Emil Ilse     | General der Artillerie | Deutsches Heer       | 28 augustus 1916 |           |            |
| Max Immelmann | Oberleutnant           | Luftstreitkräfte     | 12 januari 1916  |           |            |

### J
| Naam                        | Rang                   | Krijgsmachtonderdeel | Pour le Mérite    | EIkenloof      | Afbeelding |
| --------------------------- | ---------------------- | -------------------- | ----------------- | -------------- | ---------- |
| Alban von Jacobi            | General der Infanterie | Deutsches Heer       | 12 April 1917     |                |            |
| Josef Jacobs                | Major                  | Luftstreitkräfte     | 18 juli 1918      |                |            |
| Friedrich Wilhelm von Jagow | General der Infanterie | Deutsches Heer       |                   | 2 oktober 1815 |            |
| Georg Johow                 | Generalleutnant        | Deutsches Heer       | 21 september 1916 |                |            |
| Edgar Josenhanß             | Major                  | Luftstreitkräfte     | 28 oktober 1918   |                |            |
| Ernst Jünger                | Hauptmann              | Deutsches Heer       | 18 september 1918 |                |            |

### K
| Naam                                | Rang                   | Krijgsmachtonderdeel       | Pour le Mérite    | Eikenloof        | Afbeelding |
| ----------------------------------- | ---------------------- | -------------------------- | ----------------- | ---------------- | ---------- |
| Ernst Kabisch                       | General der Infanterie | Deutsche Heer              | 9 oktober 1918    |                  |            |
| Ernst Kaether                       | Generalmajor           | Deutsche Heer              | 8 november 1918   |                  |            |
| Hans-Heinrich von Kahlden           | Oberstleutnant         | Deutsche Heer              | 6 november 1918   |                  |            |
| Konrad Kalau vom Hofe               | Hauptmann              | Deutsche Heer              | 23 juli 1916      |                  |            |
| Hugo von Kathen                     | General der Infanterie | Deutsche Heer              | 28 augustus 1916  | 27 augustus 1917 |            |
| Georg Kaulbach                      | Oberst                 | Deutsche Heer              | 2 juni 1918       |                  |            |
| Wilhelm Kaupert                     | Generalleutnant        | Deutsche Heer              | 29 oktober 1918   |                  |            |
| Karl von Keiser                     | Generalmajor           | Deutsche Heer              | 24 november 1917  |                  |            |
| Richard von Keiser                  | Generalmajor           | Deutsche Heer              | 21 april 1918     |                  |            |
| Alfred Keller                       | Generaloberst          | Luftstreitkräfte           | 4 december 1917   |                  |            |
| Viktor Keller                       | Generalmajor           | Deutsche Heer              | 27 maart 1918     |                  |            |
| Erich Kewisch                       | Oberst                 | Deutsche Heer              | 4 augustus 1918   |                  |            |
| Christoph Ritter von Kiefhaber      | General der Infanterie | Deutsche Heer              | 24 november 1917  |                  |            |
| Paul Kienitz                        | Oberst                 | Deutsche Heer              | 16 juli 1918      |                  |            |
| Karl von Kietzell                   | Oberst                 | Deutsche Heer              | 5 juli 1918       |                  |            |
| Günther Graf von Kirchbach          | Generaloberst          | Deutsche Heer              | 27 oktober 1917   |                  |            |
| Hans von Kirchbach                  | Generaloberst          | Deutsche Heer              | 11 augustus 1916  |                  |            |
| Hugo von Kirchbach                  | General der Infanterie | Deutsche Heer              | 20 september 1866 | 18 februari 1871 |            |
| Heinrich Kirchheim                  | Hauptmann              | Deutsche Heer              | 13 oktober 1918   |                  |            |
| Hans Kirschstein                    | Leutnant               | Luftstreitkräfte           | 24 juni 1918      |                  |            |
| Otto Kissenberth                    | Oberleutnant           | Luftstreitkräfte           | 30 juni 1918      |                  |            |
| Hans Klein                          | Generalmajor           | Luftstreitkräfte           | 4 december 1917   |                  |            |
| Rudolf Kleine                       | Hauptmann              | Luftstreitkräfte           | 4 oktober 1917    |                  |            |
| Alfred von Kleist                   | Generalleutnant        | Deutsche Heer              | 8 oktober 1918    |                  |            |
| Paul Klette                         | Oberst                 | Deutsche Heer              | 21 april 1918     |                  |            |
| Willi von Klewitz                   | Oberst                 | Deutsche Heer              | 6 augustus 1917   | 26 augustus 1918 |            |
| Hans Kloebe                         | Generalleutnant        | Deutsche Heer              | 20 januari 1918   |                  |            |
| Alexander von Kluck                 | Generaloberst          | Deutsche Heer              | 28 maart 1915     |                  |            |
| Robert von Klüber                   | Oberstleutnant         | Deutsche Heer              | 14 juni 1917      |                  |            |
| Kurt von Klüfer                     | Oberst                 | Deutsche Heer              | 21 april 1918     |                  |            |
| Paul Ritter von Kneußl              | General der Infanterie | Deutsche Heer              | 3 juni 1915       | 11 januari 1917  |            |
| Maximilian von Knoch                | Oberst                 | Deutsche Heer              | 15 augustus 1918  |                  |            |
| Otto Koch                           | Oberst                 | Deutsche Heer              | 21 april 1918     |                  |            |
| Hermann Köhl                        | Hauptmann              | Luftstreitkräfte           | 21 mei 1918       |                  |            |
| Georg Ludwig Egidius von Köhler     | Hauptmann              | Deutsche Heer              | 1761              |                  |            |
| Armin Koenemann                     | Generalmajor           | Deutsche Heer              | 28 november 1917  |                  |            |
| Andreas Ernst Köhn von Jaski        | Oberst                 | Deutsche Heer              |                   | 31 mei 1814      |            |
| Götz Freiherr von König             | General der Kavallerie | Deutsche Heer              | 23 juli 1915      |                  |            |
| Otto Könnecke                       | Oberstleutnant         | Luftstreitkräfte           | 26 september 1918 |                  |            |
| Hermann Baron Kövess von Kövesshaza | Feldmarschall          | Oostenrijks-Hongaars leger | 4 december 1915   | 26 maart 1918    |            |
| Waldemar Kophamel                   | Fregattenkapitän       | Kaiserliche Marine         | 29 december 1917  |                  |            |
| Robert Kosch                        | General der Infanterie | Deutsche Heer              | 20 februari 1915  | 27 november 1915 |            |
| Konrad Kraehe                       | General der Infanterie | Deutsche Heer              | 8 oktober 1917    | 15 augustus 1918 |            |
| Karl August Adolf von Krafft        |                        | Deutsche Heer              | 2 juni 1805       | 2 oktober 1815   |            |
| Konrad Krafft von Dellmensingen     | General der Artillerie | Deutsche Heer              | 7 september 1916  | 11 december 1916 |            |
| Georg von Kranold                   | Oberst                 | Deutsche Heer              | 1 september 1918  |                  |            |
| Paul Krause                         | Generalleutnant        | Deutsche Heer              | 1 april 1918      |                  |            |
| Alfred Krauss                       | General der Infanterie | Oostenrijks-Hongaars leger | 12 november 1917  |                  |            |
| Erich Krebs                         | Oberst                 | Deutsche Heer              | 23 december 1917  |                  |            |
| Fritz Theodor Kremkow               | Major                  | Deutsche Heer              | 27 november 1900  |                  |            |
| Friedrich Kress von Kressenstein    | General der Artillerie | Deutsche Heer              | 4 september 1917  |                  |            |
| Ernst-Karl von Kretschmann          | SS-Brigadeführer       | Waffen-SS                  | 8 juni 1918       |                  |            |
| Eduard Kreuter                      | Generalmajor           | Deutsche Heer              | 14 oktober 1918   |                  |            |
| Friedrich von Kriegsheim            | Oberstleutnant         | Deutsche Heer              | 28 maart 1918     |                  |            |
| Heinrich Kroll                      | Oberleutnant           | Luftstreitkräfte           | 29 maart 1918     |                  |            |
| Hans Krug von Nidda                 | General der Kavallerie | Deutsche Heer              | 7 oktober 1918    |                  |            |
| Boleslaus von Kuczkowski            | Oberst                 | Deutsche Heer              | 24 november 1917  |                  |            |
| Kurt Kühme                          | Generalmajor           | Deutsche Heer              | 30 augustus 1918  |                  |            |
| Viktor Kühne                        | General der Artillerie | Deutsche Heer              | 11 december 1916  |                  |            |
| Dr. Hermann von Kuhl                | General der Infanterie | Deutsche Heer              | 28 augustus 1916  | 20 december 1916 |            |
| Friedrich Kundt                     | Generalleutnant        | Deutsche Heer              | 12 oktober 1918   |                  |            |

### L
| Naam                          | Rang                   | Krijgsmachtonderdeel | Pour le Mérite    | Eikenloof        | Afbeelding |
| ----------------------------- | ---------------------- | -------------------- | ----------------- | ---------------- | ---------- |
| Maximilian von Laffert        | General der Kavallerie | Deutsches Heer       | 1 september 1916  |                  |            |
| Otto Lancelle                 | Generalleutnant        | Deutsches Heer       | 9 oktober 1918    |                  |            |
| Rudolf Lange                  | Major                  | Deutsches Heer       | 21 juli 1918      |                  |            |
| Felix Langer                  | General der Infanterie | Deutsches Heer       | 8 oktober 1917    | 7 november 1918  |            |
| Julius von Langsdorff         | Oberst                 | Deutsches Heer       | 22 april 1918     |                  |            |
| Wilhelm von Lans              | Admiral                | Kaiserliche Marine   | 25 juni 1900      |                  |            |
| Alfred von Larisch            | General der Infanterie | Deutsches Heer       | 25 augustus 1918  |                  |            |
| Arthur Laumann                | Generalmajor           | Luftstreitkräfte     | 25 oktober 1918   |                  |            |
| Leopold Freiherr von Ledebur  | General der Infanterie | Deutsches Heer       | 29 augustus 1918  |                  |            |
| Gustav Leffers                | Leutnant               | Luftstreitkräfte     | 5 november 1916   |                  |            |
| Hermann Ritter von Lenz       | Generalmajor           | Deutsches Heer       | 10 april 1918     |                  |            |
| Leo Leonhardy                 | Major                  | Luftstreitkräfte     | 2 oktober 1918    |                  |            |
| Arnold Lequis                 | General der Infanterie | Deutsches Heer       | 11 oktober 1917   | 5 december 1917  |            |
| Paul von Lettow-Vorbeck       | General der Infanterie | Deutsches Heer       | 4 november 1916   | 10 oktober 1917  |            |
| Magnus von Levetzow           | Konteradmiral          | Kaiserliche Marine   | 31 oktober 1917   |                  |            |
| Karl von Lewinski             | Generalleutnant        | Deutsches Heer       | 2 mei 1915        |                  |            |
| Eduard von Liebert            | General der Infanterie | Deutsches Heer       | 6 juni 1917       |                  |            |
| Hermann von der Lieth-Thomsen | General der Flieger    | Luftstreitkräfte     | 8 april 1917      |                  |            |
| Otto Liman von Sanders        | General der Kavallerie | Deutsches Heer       | 23 augustus 1915  | 10 januari 1916  |            |
| Wilhelm Lincke                | Oberst                 | Deutsches Heer       | 12 mei 1917       |                  |            |
| Otto von der Linde            | Oberst                 | Deutsches Heer       | 18 september 1914 |                  |            |
| Arthur von Lindequist         | Generalleutnant        | Deutsches Heer       | 23 december 1917  | 7 november 1918  |            |
| Alexander von Linsingen       | Generaloberst          | Deutsches Heer       | 14 mei 1915       | 3 juli 1915      |            |
| Karl Litzmann                 | General der Infanterie | Deutsches Heer       | 29 november 1914  | 18 augustus 1915 |            |
| Ewald von Lochow              | General der Infanterie | Deutsches Heer       | 14 januari 1915   | 13 november 1915 |            |
| Robert Loeb                   | General der Kavallerie | Deutsches Heer       | 17 juni 1918      |                  |            |
| Gerhard von Löbbecke          | Oberst                 | Deutsches Heer       | 7 september 1918  |                  |            |
| Eckhard von Loeben            | Generalmajor           | Deutsches Heer       | 30 September 1918 |                  |            |
| Bruno Loerzer                 | Generaloberst          | Luftstreitkräfte     | 12 februari 1918  |                  |            |
| Erich Löwenhardt              | Oberleutnant           | Luftstreitkräfte     | 31 mei 1918       |                  |            |
| Johannes Lohs                 | Oberleutnant           | Kaiserliche Marine   | 24 april 1918     |                  |            |
| Friedrich Karl von Loßberg    | General der Infanterie | Deutsches Heer       | 21 september 1916 | 24 april 1917    |            |
| Friedrich von Luck und Witten | Generalmajor           | Deutsches Heer       | 29 augustus 1918  |                  |            |
| Erich Ludendorff              | General der Infanterie | Deutsches Heer       | 8 augustus 1914   | 23 februari 1915 |            |
| Max Ludwig                    | General der Artillerie | Deutsches Heer       | 5 juli 1918       |                  |            |
| Rudolf Lüders                 | General der Infanterie | Deutsches Heer       | 30 september 1918 |                  |            |
| Arthur Freiherr von Lüttwitz  | Generalleutnant        | Deutsches Heer       | 8 november 1917   |                  |            |
| Walther von Lüttwitz          | General der Infanterie | Deutsches Heer       | 24 augustus 1916  | 26 maart 1918    |            |
| Kurt Freiherr von Lupin       | Generalmajor           | Deutsches Heer       | 26 maart 1918     |                  |            |
| Moriz von Lyncker             | Generaloberst          | Deutsches Heer       | 2 november 1917   |                  |            |

### M
| Naam                                                 | Rang                   | Krijgsmachtonderdeel | Pour le Mérite    | Eikenloof        | Afbeelding |
| ---------------------------------------------------- | ---------------------- | -------------------- | ----------------- | ---------------- | ---------- |
| August von Mackensen                                 | Generalfeldmarschall   | Deutsches Heer       | 27 november 1914  | 14 juni 1915     |            |
| Georg Maercker                                       | Generalmajor           | Deutsches Heer       | 1 oktober 1917    | 3 mei 1918       |            |
| Franz Graf von Magnis                                | Oberst                 | Deutsches Heer       | 4 september 1918  |                  |            |
| Albrecht Gustav von Manstein                         | General der Infanterie | Deutsches Heer       | 20 september 1866 |                  |            |
| Edwin von Manteuffel                                 | Generalfeldmarschall   | Deutsches Heer       | 17 augustus 1866  | 24 december 1870 |            |
| Heinrich von Manteuffel                              | General der Infanterie | Deutsches Heer       | 1759              |                  |            |
| Hans Markmann                                        | Leutnant               | Deutsches Heer       | 12 februari 1918  |                  |            |
| Gottfried Marquard                                   | Generalmajor           | Deutsches Heer       | 27 september 1916 |                  |            |
| Wilhelm Marschall                                    | Generaladmiral         | Kaiserliche Marine   | 4 juli 1918       |                  |            |
| Wolfgang von Marschall Freiherr von Altengottern     | General der Kavallerie | Deutsches Heer       | 21 september 1916 | 16 mei 1918      |            |
| Georg von der Marwitz                                | General der Kavallerie | Deutsches Heer       | 7 maart 1915      | 14 mei 1915      |            |
| Robert Mattiaß                                       | Oberst                 | Deutsches Heer       | 4 augustus 1918   |                  |            |
| Willi Matthias                                       | Generalmajor           | Deutsches Heer       | 22 november 1917  |                  |            |
| Dr. Heinrich von Maur                                | General der Artillerie | Deutsches Heer       | 20 mei 1917       |                  |            |
| Wilhelm Meckel                                       | Generalleutnant        | Deutsches Heer       | 26 augustus 1917  |                  |            |
| Frederik Frans II van Mecklenburg-Schwerin           | Generalfeldmarschall   | Deutsches Heer       | 9 augustus 1866   | 5 december 1870  |            |
| Friedrich Alexander Heinrich Freiherr von Medem      | Generalleutnant        | Deutsches Heer       | 18 september 1866 |                  |            |
| Johann Meister                                       | General der Infanterie | Deutsches Heer       | 2 november 1905   |                  |            |
| Hans-Joachim von Mellenthin                          | Fregattenkapitän       | Kaiserliche Marine   | 25 februari 1918  |                  |            |
| Carl Menckhoff                                       | Oberleutnant           | Luftstreitkräfte     | 2 april 1918      |                  |            |
| Carl Merkel                                          | Oberst                 | Deutsches Heer       | 3 mei 1918        |                  |            |
| Max von Mertens                                      | Generalmajor           | Deutsches Heer       | 11 september 1918 |                  |            |
| Hermann Ritter Mertz von Quirnheim                   | Generalleutnant        | Deutsches Heer       | 28 maart 1918     |                  |            |
| Horst von Metzsch                                    | General der Artillerie | Deutsches Heer       | 7 oktober 1918    |                  |            |
| Wilhelm Ludwig von Meusel                            | Oberst                 | Deutsches Heer       | 28 mei 1774       |                  |            |
| Emil Berthold Meyer                                  | Major                  | Deutsches Heer       | 8 november 1918   |                  |            |
| Friedrich von Miaskowski                             | Oberst                 | Deutsches Heer       | 21 april 1918     |                  |            |
| Andreas Michelsen                                    | Vizeadmiral            | Kaiserliche Marine   | 31 mei 1918       |                  |            |
| Leopold Milisch                                      | Generalmajor           | Deutsches Heer       | 25 oktober 1918   |                  |            |
| Arnold Ritter von Möhl                               | General der Infanterie | Deutsches Heer       | 9 oktober 1918    |                  |            |
| Richard Moeller                                      | Generalmajor           | Deutsches Heer       | 20 mei 1917       |                  |            |
| Axel Otto Mörner                                     | Generalmajor           | Zweedse leger        | 11 februari 1814  |                  |            |
| Helmuth Johannes Ludwig von Moltke                   | Generaloberst          | Deutsches Heer       | 7 augustus 1915   |                  |            |
| Karl Friedrich von Moller                            | Oberst                 | Deutsches Heer       | 2 oktober 1756    |                  |            |
| Dr. Robert Morath                                    | Fregattenkapitän       | Kaiserliche Marine   | 7 november 1917   |                  |            |
| Curt von Morgen                                      | General der Infanterie | Deutsches Heer       | 1 december 1914   | 11 december 1916 |            |
| Engelbert von Morsbach                               | Generalleutnant        | Deutsches Heer       | 5 juli 1918       |                  |            |
| Otto von Moser Carl Rudolph von Mosch                | Generalleutnant        | Deutsches Heer       | 26 april 1917     |                  |            |
| Carl Rudolph von Mosch Christoph Friedrich von Mosch | Generalleutnant        | Deutsches Heer       | 5 maart 1795      |                  |            |
| Christoph Friedrich von Mosch                        | Generalleutnant        | Deutsches Heer       | 15 augustus 1760  |                  |            |
| Bruno von Mudra                                      | General der Infanterie | Deutsches Heer       | 13 januari 1915   | 17 oktober 1916  |            |
| Georg Mühry                                          | General der Infanterie | Deutsches Heer       | 25 oktober 1918   |                  |            |
| Ferdinand Müller                                     | Oberst                 | Deutsches Heer       | 15 augustus 1918  |                  |            |
| Georg Alexander von Müller                           | Admiral                | Kaiserlich Marine    | 24 maart 1918     |                  |            |
| Karl von Müller                                      | Kapitän zur See        | Kaiserlich Marine    | 19 maart 1918     |                  |            |
| Max Ritter von Müller                                | Leutnant               | Luftstreitkräfte     | 3 september 1917  |                  |            |
| Otto Müller                                          | Oberst                 | Deutsches Heer       | 17 september 1918 |                  |            |
| Rudolf Müller                                        | Oberst                 | Deutsches Heer       | 15 augustus 1918  |                  |            |
| Albert Müller-Kahle                                  | Generalmajor           | Luftstreitkräfte     | 13 oktober 1918   |                  |            |
| Max Ritter von Mulzer                                | Leutnant               | Luftstreitkräfte     | 8 juli 1916       |                  |            |
| Albert von Mutius                                    | Generalleutnant        | Deutsches Heer       | 4 september 1918  |                  |            |
| Louis von Mutius                                     | General der Kavallerie | Deutsches Heer       | 28 juli 1866      |                  |            |

### N
| Naam                | Rang                   | Krijgsmachtonderdeel    | Pour le Mérite    | Eikenloof | Afbeelding |
| ------------------- | ---------------------- | ----------------------- | ----------------- | --------- | ---------- |
| Ulrich Neckel       | Leutnant               | Luftstreitkräfte        | 8 november 1918   |           |            |
| Carl Nehbel         | General der Artillerie | Deutsches Heer          | 30 september 1918 |           |            |
| Karl August Nerger  | Konteradmiral          | Kaiserliche Marine      | 24 februari 1918  |           |            |
| David von Neumann   | Major                  | Deutsches Heer          | 3 augustus 1793   |           |            |
| Friedrich Nielebock | Leutnant               | Deutsches Heer          | 2 juni 1918       |           |            |
| Maresuke Nogi       | Generaal (大将 Taishō) | Japans Keizerlijk Leger | 10 januari 1905   |           |            |

### O
| Naam                                | Rang                   | Krijgsmachtonderdeel       | Pour le Mérite    | Eikenloof        | Afbeelding |
| ----------------------------------- | ---------------------- | -------------------------- | ----------------- | ---------------- | ---------- |
| Curt von Oesterreich                | Generalleutnant        | Deutsches Heer             | 5 juni 1918       |                  |            |
| Eugen van Oostenrijk-Teschen        | Feldmarschall          | Oostenrijks-Hongaars leger | 23 mei 1916       | 3 november 1917  |            |
| Frans Jozef I van Oostenrijk        | Generalfeldmarschall   | Oostenrijks-Hongaars leger | 27 augustus 1914  | 27 augustus 1914 |            |
| Frederik van Oostenrijk             | Generalfeldmarschall   | Oostenrijks-Hongaars leger | 12 mei 1915       | 4 januari 1917   |            |
| Jozef August van Oostenrijk         | Feldmarschall          | Oostenrijks-Hongaars leger | 30 maart 1917     | 26 maart 1918    |            |
| Karel I van Oostenrijk              | Generalfeldmarschall   | Oostenrijks-Hongaars leger | 20 mei 1916       | 6 december 1916  |            |
| Horst Ritter und Edler von Oetinger | General der Infanterie | Deutsches Heer             | 26 maart 1918     |                  |            |
| Erich Freiherr von Oldershausen     | Generalleutnant        | Deutsches Heer             | 23 december 1917  | 26 maart 1918    |            |
| Martin Freiherr von Oldershausen    | Generalleutnant        | Deutsches Heer             | 20 mei 1917       |                  |            |
| Gustav von Oppen                    | Oberst                 | Deutsches Heer             | 1 november 1918   |                  |            |
| Wilhelm Osiander                    | Oberstleutnant         | Deutsches Heer             | 6 november 1918   |                  |            |
| Theodor Osterkamp                   | Generalleutnant        | Luftstreitkräfte           | 2 september 1918  |                  |            |
| Martin Otto                         | Generalmajor           | Deutsches Heer             | 15 augustus 1918  |                  |            |
| Adolf von Oven                      | General der Infanterie | Deutsches Heer             | 22 september 1918 |                  |            |
| Ernst von Oven                      | General der Infanterie | Deutsches Heer             | 25 oktober 1918   |                  |            |
| Georg von Oven                      | Generalmajor           | Deutsches Heer             | 12 oktober 1917   |                  |            |

### P
| Naam                                                 | Rang                                        | Krijgsmachtonderdeel       | Pour le Mérite    | Eikenloof         | Kroon        | Afbeelding |
| ---------------------------------------------------- | ------------------------------------------- | -------------------------- | ----------------- | ----------------- | ------------ | ---------- |
| Leo von Paczynski-Tenczin                            | Oberst                                      | Deutsches Heer             | 25 november 1917  |                   |              |            |
| Günther von Pannewitz                                | General der Infanterie                      | Deutsches Heer             | 13 september 1916 |                   |              |            |
| Alexander August Wilhelm von Pape                    | Generaloberst                               | Deutsches Heer             | 22 maart 1872     |                   |              |            |
| Karl Theodor von Pappenheim                          | Generalmajor                                | Beiers leger               | Juli 1814         |                   |              |            |
| Otto Parschau                                        | Leutnant                                    | Luftstreitkräfte           | 10 juli 1916      |                   |              |            |
| Karl Paulus                                          | Oberst                                      | Deutsches Heer             | 13 oktober 1918   |                   |              |            |
| Richard von Pawelsz                                  | Oberstleutnant                              | Deutsches Heer             | 23 december 1917  |                   |              |            |
| Paul Freiherr von Pechmann                           | Oberleutnant                                | Luftstreitkräfte           | 31 juli 1917      |                   |              |            |
| Peter von Pennavaire                                 | Generalmajor                                | Deutsches Heer             | Juni 1747         |                   |              |            |
| Axel von Petersdorff                                 | Generalmajor                                | Deutsches Heer             | 22 april 1918     |                   |              |            |
| Hans Petri                                           | General der Infanterie                      | Deutsches Heer             | 28 oktober 1918   |                   |              |            |
| Wilhelm Pfaehler                                     | Major                                       | Deutsches Heer             | 9 oktober 1918    |                   |              |            |
| Clemens Pfafferott                                   | Major                                       | Deutsches Heer             | 30 oktober 1918   |                   |              |            |
| Benno Pflugradt                                      | Major                                       | Deutsches Heer             | 3 november 1918   |                   |              |            |
| August Friedrich Heinrich von Pfuel                  |                                             |                            | 31 juli 1849      |                   |              |            |
| Carl Ludwig von Pfuel                                | Generalmajor                                | Deutsches Heer             | 16 augustus 1791  |                   |              |            |
| Christian Ludwig von Pfuel                           | Major                                       | Deutsches Heer             | 1742              |                   |              |            |
| Christoph Ludwig von Pfuel                           |                                             | Deutsches Heer             | 29 augustus 1794  |                   |              |            |
| Dietrich Bogislav von Pfuel                          | Major                                       | Deutsches Heer             | 1807              |                   |              |            |
| Ernst Ludwig von Pfuel                               | General der Infanterie                      | Deutsches Heer             | 1760              |                   |              |            |
| Ernst von Pfuel                                      | General der Infanterie                      | Deutsches Heer             | 28 secember 1814  | 31 december 1831  | 18 juni 1864 |            |
| Franz Wilhelm von Pfuel                              | Generalmajor                                | Deutsches Heer             |                   |                   |              |            |
| Friedrich Heinrich Ludwig von Pfuel                  | Generalleutnant                             | Deutsches Heer             |                   |                   |              |            |
| Georg Dietrich von Pfuel                             | Hauptmann                                   | Deutsches Heer             | 27 mei 1762       |                   |              |            |
| Karl August von Pfuel                                | Oberleutnant                                | Deutsches Heer             | 27 november 1756  |                   |              |            |
| Karl Ludwig von Pfuel                                | Generalmajor                                | Deutsches Heer             | 1793              |                   |              |            |
| Viktor von Pfuel                                     | Hauptmann                                   | Deutsches Heer             | Mei 1742          |                   |              |            |
| Arthur Pikardi                                       | Major                                       | Deutsches Heer             | 6 juli 1918       |                   |              |            |
| Friedrich von Pirscher                               | Major                                       | Deutsches Heer             | 5 mei 1918        |                   |              |            |
| Horst Edler von der Planitz                          | General der Infanterie                      | Deutsches Heer             | 20 mei 1917       |                   |              |            |
| Axel von Platen                                      | Major                                       | Deutsches Heer             | 21 april 1918     |                   |              |            |
| Otto Plath                                           | Hauptmann der Reserve                       | Deutsches Heer             | 27 augustus 1918  |                   |              |            |
| Karl von Plehwe                                      | Oberstleutnant                              | Deutsches Heer             | 21 april 1918     |                   |              |            |
| Hans von Plessen                                     | Generaloberst                               | Deutsches Heer             | 24 maart 1918     |                   |              |            |
| Karl von Plettenberg                                 | General der Infanterie                      | Deutsches Heer             | 14 mei 1915       |                   |              |            |
| Otto von Plüstow                                     | General der Infanterie                      | Deutsches Heer             | 11 mei 1917       |                   |              |            |
| Theophil von Podbielski                              | Generalmajor Generalleutnant                | Deutsches Heer             | 18 september 1866 | 5 maart 1871      |              |            |
| Georg Pohlmann                                       | Generalmajor                                | Deutsches Heer             | 4 oktober 1918    |                   |              |            |
| Rudolph Popelka                                      | Oberst                                      | Oostenrijks-Hongaars leger | 11 oktober 1918   |                   |              |            |
| Karl Ritter von Prager                               | Major                                       | Deutsches Heer             | 23 december 1917  |                   |              |            |
| Ludwig Freiherr von Preuschen von und zu Liebenstein | Hauptmann                                   | Deutsches Heer             | 17 juni 1918      |                   |              |            |
| Hans Preusker                                        | Oberstleutnant                              | Deutsches Heer             | 27 juli 1917      |                   |              |            |
| Albert van Pruisen                                   | Generalmajor Generalleutnant                | Deutsches Heer             | 19 september 1866 | 10 maart 1871     |              |            |
| Eitel Frederik van Pruisen                           | Generalmajor                                | Deutsches Heer             | 22 maart 1915     | 14 mei 1915       |              |            |
| Frederik Karel van Pruisen                           | General der Kavallerie Generalfeldmarschall | Deutsches Heer             | 27 februari 1864  | 20 september 1873 |              |            |
| Hendrik van Pruisen                                  | Großadmiral                                 | Kaiserliche Marine         | 1 augustus 1916   | 24 januari 1918   |              |            |
| Wilhelm I van Duitsland                              | General der Infanterie Generaloberst        | Deutsches Heer             | 27 juli 1849      | 4 augustus 1866   |              |            |
| Wilhelm II van Duitsland                             | Generalfeldmarschall                        | Deutsches Heer             | 15 februari 1915  | 12 mei 1915       |              |            |
| Wilhelm van Pruisen                                  | Generalleutnant                             | Deutsches Heer             | 22 augustus 1915  | 8 september 1916  |              |            |
| Wilhelm Preusser                                     | Hauptmann                                   | Deutsches Heer             | 6 juli 1918       |                   |              |            |
| Kurt Freiherr von Buchau                             | Generalmajor                                | Deutsches Heer             | 11 mei 1918       |                   |              |            |
| Joachim Bernhard von Prittwitz                       | Generalleutnant                             | Deutsches Heer             | 25 augustus 1758  |                   |              |            |
| Kurt von Pritzelwitz                                 | General der Infanterie                      | Deutsches Heer             | 12 januari 1916   |                   |              |            |
| Fritz Pütter                                         | Leutnant                                    | Luftstreitkräfte           | 31 mei 1918       |                   |              |            |
| Wilhelm von Puttkamer                                | Generalleutnant                             | Deutsches Heer             | 26 oktober 1918   |                   |              |            |

### Q
| Naam                    | Rang                   | Krijgmachtsonderdeel | Pour le Mérite   | Eikenloof     | Afbeelding |
| ----------------------- | ---------------------- | -------------------- | ---------------- | ------------- | ---------- |
| Ferdinand von Quast     | General der Infanterie | Deutsches Heer       | 11 augustus 1916 | 10 april 1918 |            |
| Kurt Moritz von Quednow | Major                  | Deutsches Heer       | 30 augustus 1918 |               |            |

### R
| Naam                                      | Rang                   | Krijgsmachtonderdeel | Pour le Mérite    | Eikenloof        | Afbeelding |
| ----------------------------------------- | ---------------------- | -------------------- | ----------------- | ---------------- | ---------- |
| Kurt Rackow                               | Leutnant               | Deutsches Heer       | 7 juni 1916       |                  |            |
| Franz de Rainville                        | Major                  | Deutsches Heer       | 6 november 1918   |                  |            |
| Otto Ritter von Rauchenberger             | Generalleutnant        | Deutsches Heer       | 6 september 1917  | 19 oktober 1918  |            |
| Eugen von Raumer                          |                        |                      | 1793              |                  |            |
| Carl Albrecht Friedrich von Raumer        |                        |                      |                   |                  |            |
| Johann von Ravenstein                     | Generalleutnant        | Deutsches Heer       | 23 juni 1918      |                  |            |
| Armin Reichenbach                         | Hauptmann              | Deutsches Heer       | 21 april 1918     |                  |            |
| Wilhelm Reinhard                          | Oberstleutnant         | Deutsches Heer       | 27 augustus 1917  |                  |            |
| Walter Reinhardt                          | General der Infanterie | Deutsches Heer       | 30 april 1917     |                  |            |
| Hermann Reinicke Clemens von Reitzenstein | Oberstleutnant         | Deutsches Heer       | 8 december 1917   |                  |            |
| Maximilian Freiherr von Reitzenstein      | Oberst                 | Deutsches Heer       | 8 november 1918   |                  |            |
| Theodor Renner                            | Generalmajor           | Deutsches Heer       | 1 september 1918  |                  |            |
| Karl von Rettberg                         | Major                  | Deutsches Heer       | 24 november 1917  |                  |            |
| Wilhelm Ribbentrop                        | Generalmajor           | Deutsches Heer       | 18 september 1918 |                  |            |
| Lothar von Richthofen                     | Oberleutnant           | Luftstreitkräfte     | 14 mei 1917       |                  |            |
| Manfred von Richthofen                    | Rittmeister            | Luftstreitkräfte     | 12 januari 1917   |                  |            |
| Manfred Freiherr von Richthofen           | Generalleutnant        | Deutsches Heer       | 18 januari 1918   |                  |            |
| Julius Riemann                            | General der Infanterie | Deutsches Heer       | 16 maart 1915     |                  |            |
| Peter Rieper                              | Leutnant               | Deutsches Heer       | 7 juli 1918       |                  |            |
| Hans Eberhard von Riesenthal              | Oberstleutnant         | Deutsches Heer       | 22 april 1918     |                  |            |
| Siegfried Rodig                           | Oberst                 | Deutsches Heer       | 21 april 1918     |                  |            |
| Dietrich von Roeder                       | Generalmajor           | Deutsches Heer       | 17 april 1918     |                  |            |
| Friedrich Ritter von Röth                 | Oberleutnant           | Luftstreitkräfte     | 8 september 1918  |                  |            |
| Erwin Rommel                              | Generalfeldmarschall   | Deutsches Heer       | 10 december 1917  |                  |            |
| Albrecht von Roon                         | Generalfeldmarschall   | Deutsches Heer       | 28 oktober 1870   |                  |            |
| Berend Roosen                             | Major                  | Deutsches Heer       | 9 april 1918      |                  |            |
| Hans Rose                                 | Kapitänleutnant        | Kaiserliche Marine   | 20 december 1917  |                  |            |
| Hugo von Rosenberg                        | Fregattenkapitän       | Kaiserliche Marine   | 4 december 1917   |                  |            |
| Albrecht Freiherr von Rotberg             | Major                  | Deutsches Heer       | 30 juni 1918      |                  |            |
| Moritz Rothenbücher                       | Oberstleutnant         | Deutsches Heer       | 15 augustus 1918  |                  |            |
| Karl Rothenburg                           | Leutnant               | Deutsches Heer       | 30 juni 1918      |                  |            |
| Hermann Rudolph                           | Oberstleutnant         | Deutsches Heer       | 25 oktober 1918   |                  |            |
| Otto Ruhnau                               | Major                  | Deutsches Heer       | 22 april 1918     |                  |            |
| Fritz Rümmelein Carol I van Roemenië      | Leutnant               | Deutsches Heer       | 28 oktober 1918   |                  |            |
| Carol I van Roemenië                      |                        |                      |                   | 18 december 1877 |            |
| Fritz Rumey                               | Leutnant               | Luftstreitkräfte     | 10 juli 1918      |                  |            |
| Siegfried Runge                           | Hauptmann              | Deutsches Heer       | 30 augustus 1918  |                  |            |
| Rudolf Rusche                             | Generalleutnant        | Deutsches Heer       | 4 november 1918   |                  |            |

### S
| Naam                                           | Rang                     | Krijgsmachtonderdeel         | Pour le Mérite        | Eikenloof        | Afbeelding |
| ---------------------------------------------- | ------------------------ | ---------------------------- | --------------------- | ---------------- | ---------- |
| Gerhard von Scharnhorst                        | Generalleutnant          | Deutsches Heer               | 9 februari 1807       |                  |            |
| Frederik August III van Saksen                 | Generalfeldmarschall     | Deutsches Heer               | 29 december 1916      |                  |            |
| Ernst II van Saksen-Altenburg                  | General der Infanterie   | Deutsches Heer               | 30 mei 1915           |                  |            |
| Gotthard Sachsenberg                           | Oberleutnant zur See     | Kaiserliche Marine           | 5 augustus 1918       |                  |            |
| Sieghard von Saldern                           | Hauptmann                | Deutsches Heer               | 21 mei 1918           |                  |            |
| Reinhold Saltzwedel                            | Oberleutnant zur See     | Kaiserliche Marine           | 20 augustus 1917      |                  |            |
| Philipp Sander                                 | Major                    | Deutsches Heer               | 6 mei 1918            |                  |            |
| Traugott von Sauberzweig                       | Generalmajor             | Deutsches Heer               | 6 september 1917      | 23 maart 1918    |            |
| Ernst Schaumburg                               | Hauptmann                | Deutsches Heer               | 21 april 1918         |                  |            |
| Emil Schäfer                                   | Leutnant                 | Luftstreitkräfte             | 26 april 1917         |                  |            |
| Ernst Schaumburg                               | Hauptmann                | Deutsches Heer               | 21 april 1918         |                  |            |
| Reinhard Scheer                                | Admiral                  | Kaiserliche Marine           | 5 juni 1916           | 1 februari 1918  |            |
| Reinhard von Scheffer-Boyadel                  | General der Infanterie   | Deutsches Heer               | 2 december 1914       |                  |            |
| Felix Schelle                                  | Major                    | Deutsches Heer               | 30 juni 1918          |                  |            |
| Dedo von Schenck                               | General der Infanterie   | Deutsches Heer               | 2 oktober 1916        |                  |            |
| Werner Schering                                | Major                    | Deutsches Heer               | 3 september 1918      |                  |            |
| Heinrich Scheuch                               | Generalmajor             | Deutsches Heer               | 8 april 1918          |                  |            |
| Peter Scheunemann                              | Oberstleutnant           | Bulgaars leger               | 1 april 1918          |                  |            |
| Jacob von Schilling                            | Generalleutnant          | Keizerlijk Russisch leger    | 13 oktober 1814       |                  |            |
| Ernst Adolph Alphons Freiherr von Schimmelmann | Major                    | Deutsches Heer               | 16 juli 1918          |                  |            |
| Max-Friedrich von Schlechtendal                | Oberst                   | Deutsches Heer               | 27 juli 1917          |                  |            |
| Eduard von Schleich                            | Oberleutnant der Reserve | Luftstreitkräfte             | 4 december 1917       |                  |            |
| Walter von Schleinitz                          | Major                    | Deutsches Heer               | 31 oktober 1917       |                  |            |
| Heinrich Schmedes                              | Oberstleutnant           | Deutsches Heer               | 5 oktober 1918        |                  |            |
| Eberhard von Schmettow                         | Oberstleutnant           | Deutsches Heer               | 11 december 1916      | 4 augustus 1918  |            |
| Egon von Schmettow                             | Generalleutnant          | Deutsches Heer               | 4 november 1917       |                  |            |
| Hans Schmid                                    | Oberstleutnant           | Deutsches Heer               | 27 juli 1917          |                  |            |
| Ehrhard Schmidt                                | Vizeadmiral              | Kaiserliche Marine           | 31 oktober 1917       |                  |            |
| Konstantin Schmidt von Knobelsdorf             | Generalleutnant          | Deutsches Heer               | 17 oktober 1915       |                  |            |
| Johann von Schmidtler                          | Major                    | Deutsches Heer               | 26 oktober 1918       |                  |            |
| Walther Schnieber                              | Leutnant                 | Deutsches Heer               | 27 oktober 1917       |                  |            |
| Rudolf Schniewindt                             | Major                    | Deutsches Heer               | 4 augustus 1918       |                  |            |
| Wilhelm Schniewindt                            | Major                    | Deutsches Heer               | 21 mei 1918           |                  |            |
| Emil von Schnizer                              | Major                    | Deutsches Heer               | 27 augustus 1918      |                  |            |
| Roderich von Schoeler                          | Generalleutnant          | Deutsches Heer               | 30 juni 1918          |                  |            |
| Albert Schoen                                  | Major                    | Deutsches Heer               | 25 oktober 1918       |                  |            |
| Ernst von Schönfeldt                           | Deutsches Heer           | Major                        | 6 november 1918       |                  |            |
| Ferdinand Schörner                             | Deutsches Heer           | Leutnant der Reserve         | 5 december 1917       |                  |            |
| Erich Scholtz                                  | Deutsches Heer           | Hauptmann                    | 23 december 1917      |                  |            |
| Friedrich von Scholtz                          | Deutsches Heer           | General der Artillerie       | 3 september 1915      |                  |            |
| Wilhelm Paul Schreiber                         | Luftstreitkräfte         | Leutnant der Reserve         | 8 juni 1918 (postuum) |                  |            |
| Ludwig von Schröder                            | Kaiserliche Marine       | Admiral                      | 20 oktober 1915       | 23 december 1917 |            |
| Richard von Schubert                           | Deutsches Heer           | General der Artillerie       | 28 augustus 1916      |                  |            |
| Georg von Schüssler                            | Deutsches Heer           | Generalleutnant              | 22 april 1918         |                  |            |
| Ernst Schütz                                   | Deutsches Heer           | Oberstleutnant               | 20 mei 1917           |                  |            |
| Friedrich Graf von der Schulenburg             | Deutsches Heer           | Oberst                       | 24 juli 1917          | 23 maart 1918    |            |
| Karl Graf von der Schulenburg-Wolfsburg        | Deutsches Heer           | Oberst                       | 8 oktober 1917        |                  |            |
| Ernst Wilhelm Schuler von Senden               | Deutsches Heer           | Generalleutnant              | 3 maart 1871          |                  |            |
| Otto Schultze                                  | Kaiserliche Marine       | Kapitänleutnant              | 18 maart 1918         |                  |            |
| Walter Schulz                                  | Deutsches Heer           | Major                        | 4 oktober 1918        |                  |            |
| Arnold von Schutter                            | Deutsches Heer           | Generalleutnant              | 2 oktober 1815        | 2 oktober 1815   |            |
| Adolf Schwab                                   | Deutsches Heer           | Oberstleutnant               | 6 november 1918       |                  |            |
| Emil von Schwartzkoppen                        | Deutsches Heer           | General der Infanterie       | 20 september 1866     |                  |            |
| Detlof Graf von Schwerin                       | Deutsches Heer           | Oberst                       | 12 juni 1918          |                  |            |
| Oskar Schwerk                                  | Deutsches Heer           | Oberstleutnant               | 21 september 1916     | 2 mei 1917       |            |
| Wilhelm Otto Walther Schwieger                 | Kaiserliche Marine       | Kapitänleutnant              | 30 juli 1917          |                  |            |
| Hans von Seeckt                                | Deutsches Heer           | Oberst Generalmajor          | 14 mei 1915           | 27 november 1915 |            |
| Just Friedrich von Seelhorst                   | Deutsches Heer           | Major                        | 26 november 1917      |                  |            |
| Hans Sehmsdorff                                | Deutsches Heer           | Major                        | 17 oktober 1918       |                  |            |
| Karl Seidel                                    | Deutsches Heer           | Hauptmann                    | 9 oktober 1918        |                  |            |
| Reinhard Seiler                                | Deutsches Heer           | Hauptmann                    | 31 januari 1918       |                  |            |
| Fritz von Selle                                | Deutsches Heer           | Oberst                       | 6 januari 1918        |                  |            |
| Georg Sick                                     | Deutsches Heer           | Oberstleutnant               | 20 mei 1917           |                  |            |
| Ludwig Sieger                                  | Deutsches Heer           | Generalleutnant              | 27 april 1918         | 3 november 1918  |            |
| Gustav Siess                                   | Kaiserliche Marine       | Korvettenkapitän             | 24 april 1918         |                  |            |
| Friedrich Bertram Sixt von Armin               | Deutsches Heer           | General der Infanterie       | 10 augustus 1916      | 3 augustus 1918  |            |
| Alfred Graf von Soden                          | Deutsches Heer           | Premierleutnant              | 20 september 1900     |                  |            |
| Franz von Soden                                | Deutsches Heer           | General der Infanterie       | 27 juli 1917          |                  |            |
| Friedrich Georg von Sohr                       | Deutsches Heer           | Sekondeleutnant              | 16 januari 1795       |                  |            |
| George Soldan                                  | Deutsches Heer           | Hauptmann                    | 22 april 1918         |                  |            |
| Hans Sottorf                                   | Deutsches Heer           | Hauptmann                    | 1 november 1918       |                  |            |
| Wilhelm Souchon                                | Kaiserliche Marine       | Vizeadmiral                  | 29 oktober 1916       |                  |            |
| Theodor Sproesser                              | Deutsches Heer           | Major                        | 10 december 1917      |                  |            |
| Hermann von Staabs                             | Deutsches Heer           | Generalleutnant              | 11 december 1916      |                  |            |
| Markus Stachow                                 | Deutsches Heer           | Oberstleutnant               | 28 november 1917      |                  |            |
| Max Stapff                                     | Deutsches Heer           | Oberstleutnant               | 23 december 1917      |                  |            |
| Hermann Christlieb Matthäus von Stein          | Deutsches Heer           | Major General der Artillerie | 23 december 1917      | 8 april 1918     |            |
| Hermann freiherr von Stein                     | Deutsches Heer           | Generalleutnant              | 20 augustus 1917      | 24 november 1917 |            |
| Wolfgang Steinbauer                            | Kaiserliche Marine       | Oberleutnant Zur See         | 3 maart 1918          |                  |            |
| Karl Friedrich Franciscus von Steinmetz        | Deutsches Heer           | Generalleutnant              | 1807                  | 1815             |            |
| Adolf Steinwachs                               | Deutsches Heer           | Major                        | 2 mei 1917            |                  |            |
| Albrecht Steppuhn                              | Deutsches Heer           | Major                        | 17 juni 1918          |                  |            |
| Anatoli Stessel                                | Deutsches Heer           | Generalleutnant              | 1 oktober 1905        |                  |            |
| Otto von Stetten                               | Deutsches Heer           | Generalleutnant              | 22 september 1916     |                  |            |
| Kuno Arndt von Steuben                         | Deutsches Heer           | General der Infanterie       | 13 oktober 1915       |                  |            |
| Otto Stobbe                                    | Deutsches Heer           | Major                        | 6 november 1918       |                  |            |
| Julius von Stoeklern zu Grünholzek             | Deutsches Heer           | Oberstleutnant               | 23 juni 1918          |                  |            |
| Gustav Stoffleth                               | Deutsches Heer           | Hauptmann                    | 22 januari 1918       |                  |            |
| Paulus von Stolzmann                           | Deutsches Heer           | Generalmajor                 | 7 juli 1915           |                  |            |
| Albrecht Graf von Stosch                       | Deutsches Heer           | Major                        | 21 oktober 1918       |                  |            |
| Heinrich Strack                                | Deutsches Heer           | Hauptmann                    | 30 oktober 1918       |                  |            |
| Hermann von Strantz                            | Deutsches Heer           | General der Infanterie       | 22 augustus 1915      |                  |            |
| Peter Strasser                                 | Kaiserliche marine       | Fregattenkapitän             | 20 augustus 1917      |                  |            |
| Edwin von Stülpnagel                           | Deutsches Heer           | Major                        | 4 augustus 1918       |                  |            |
| Georg von Stülpnagel                           | Deutsches Heer           | Generalleutnant              | 8 augustus 1813       |                  |            |
| Karl von Stumpff                               | Deutsches Heer           | Generalleutnant              | 22 april 1918         |                  |            |
| Wolff von Stutterheim                          | Deutsches Heer           | Oberleutnant                 | 29 augustus 1918      |                  |            |
| Hans Joachim Friedrich von Sydow               | Deutsches Heer           | Oberstleutnant               | 6 januari 1918        |                  |            |

### T
| Naam                                                  | Rang                      | Krijgsmachtonderdeel | Pour le Mérite    | Eikenloof       | Afbeelding |
| ----------------------------------------------------- | ------------------------- | -------------------- | ----------------- | --------------- | ---------- |
| Ludwig von der Tann-Rathsamhausen                     | General der Infanterie    | Deutsches Heer       | 22 december 1870  |                 |            |
| Gerhard Tappen                                        | Generalmajor              | Deutsches Heer       | 11 september 1915 | 27 januari 1916 |            |
| Friedrich von Taysen                                  | Oberst                    | Deutsches Heer       | 6 januari 1918    |                 |            |
| Theodor Teetzmann                                     | Generalmajor              | Deutsches Heer       | 11 oktober 1917   |                 |            |
| Rudolf Teichmann                                      | Hauptmann                 | Deutsches Heer       | 18 mei 1918       |                 |            |
| Otto Teschner                                         | Oberstleutnant            | Deutsches Heer       | 22 januari 1918   |                 |            |
| Wilhelm von Thadden                                   | Oberstleutnant            | Deutsches Heer       | 8 oktober 1917    |                 |            |
| Albrecht von Thaer                                    | Oberstleutnant            | Deutsches Heer       | 6 augustus 1917   |                 |            |
| Hugo von Thile                                        | Oberst                    | Deutsches Heer       | 20 september 1866 |                 |            |
| Karl Thom                                             | Leutnant                  | Luftstreitkräfte     | 1 november 1918   |                 |            |
| Heinrich Ludwig August von Thümen                     | Major Generalmajor        | Deutsches Heer       | 15 juni 1802      | 21 oktober 1813 |            |
| Emil Thuy                                             | Leutnant                  | Luftstreitkräfte     | 30 juni 1918      |                 |            |
| Paul Tiede                                            | Generalleutnant           | Deutsches Heer       | 17 april 1918     |                 |            |
| August von Tippelstirch                               | Hauptmann                 | Deutsches Heer       | 15 oktober 1918   |                 |            |
| Ernst Ludwig von Tippelskirch                         | Stabskapitän Generalmajor | Deutsches Heer       | 17 februari 1807  | 18 juni 1815    |            |
| Alfred von Tirpitz                                    | Großadmiral               | Kaiserliche Marine   | 10 augustus 1915  |                 |            |
| Georgi Todorov                                        | General der Infanterie    | Bulgaars leger       | 14 oktober 1917   |                 |            |
| Emil Trebing                                          | Leutnant                  | Deutsches Heer       | 14 april 1918     |                 |            |
| Walter Trenck Karl Alexander Wilhelm von Treskow      | Hauptmann                 | Deutsches Heer       | 15 juli 1918      |                 |            |
| Karl Alexander Wilhelm von Treskow                    | Generalmajor              | Deutsches Heer       | 18 oktober 1812   |                 |            |
| Horst Julius Freiherr Treusch von Buttlar-Brandenfels | Oberst                    | Luftstreitkräfte     | 9 april 1918      |                 |            |
| Hans von Troilo                                       | Oberstleutnant            | Deutsches Heer       | 5 juli 1918       |                 |            |
| Adolf von Trotha                                      | Admiral                   | Kaiserliche Marine   | 5 juni 1916       |                 |            |
| Lothar von Trotha                                     | Generalleutnant           | Deutsches Heer       | 5 juni 1916       |                 |            |
| Erich von Tschischwitz                                | Oberst                    | Deutsches Heer       | 9 november 1917   |                 |            |
| Adolf Ritter von Tutschek                             | Hauptmann                 | Luftstreitkräfte     | 3 augustus 1917   |                 |            |
| Ludwig Ritter von Tutschek                            | Generalmajor              | Deutsches Heer       | 8 december 1917   |                 |            |

### U
| Naam                               | Rang                        | Krijgsmachtonderdeel | Pour le Mérite    | Eikenloof        | Afbeelding |
| ---------------------------------- | --------------------------- | -------------------- | ----------------- | ---------------- | ---------- |
| Ernst von Uechtritz und Steinkirch | Generalmajor                | Deutsches Heer       | 21 oktober 1918   |                  |            |
| Ernst Udet                         | Leutnant                    | Luftstreitkräfte     | 9 april 1918      |                  |            |
| Umberto I van Italië               | Generalmajor                | Italiaans leger      | 29 mei 1872       |                  |            |
| Ernst von Unger                    | Major                       | Deutsches Heer       | 20 september 1866 |                  |            |
| Walter von Unruh                   | Major                       | Deutsches Heer       | 21 april 1918     |                  |            |
| Guido von Usedom                   | Kapitän zur See Vizeadmiral | Kaiserliche Marine   | 5 april 1902      | 23 augustus 1915 |            |

### V
| Naam                                 | Rang                   | Krijgsmachtonderdeel | Pour le Mérite    | Eikenloof        | Afbeelding |
| ------------------------------------ | ---------------------- | -------------------- | ----------------- | ---------------- | ---------- |
| Hans Peter van Vaernewyck            | Major                  | Deutsches Heer       | 18 september 1918 |                  |            |
| Max Valentiner                       | Kapitän zur See        | Kaiserliche Marine   | 26 december 1916  |                  |            |
| Josef Veltjens                       | Oberst                 | Luftstreitkräfte     | 16 augustus 1918  |                  |            |
| Detlev Vett                          | Generalleutnant        | Deutsches Heer       | 4 oktober 1918    |                  |            |
| Max Viebeg                           | Kapitänleutnant        | Kaiserliche Marine   | 30 januari 1918   |                  |            |
| Victor Emanuel II van Italië         |                        | Italiaans leger      | 29 mei 1872       |                  |            |
| Konstantin Bernhard von Voigts-Rhetz | General der Infanterie | Deutsches Heer       | 11 september 1866 | 31 december 1870 |            |
| Julius von Voigts-Rhetz              | Oberst                 | Deutsches Heer       | 18 januari 1871   |                  |            |
| William von Voigts-Rhetz             |                        | Deutsches Heer       | 20 september 1866 |                  |            |
| Alfred von Vollard-Bockelberg        | Major                  | Deutsches Heer       | 4 november 1917   |                  |            |
| Werner Voss                          | Leutnant               | Luftstreitkräfte     | 8 april 1917      |                  |            |
| Hans von Voss                        | Major                  | Deutsches Heer       | 23 december 1917  |                  |            |

### W
| Naam                                            | Rang                   | Krijgsmachtsonderdeel      | Pour le Mérite    | Eikenloof        | Afbeelding |
| ----------------------------------------------- | ---------------------- | -------------------------- | ----------------- | ---------------- | ---------- |
| Alfred von Waldersee                            | Generalfeldmarschall   | Deutsches Heer             | 30 juli 1901      | 30 juli 1901     |            |
| Emil Waldorf                                    | Generalleutnant        | Deutsches Heer             | 1 november 1918   |                  |            |
| Alfred Freiherr von Waldstätten                 | Generalmajor           | Oostenrijks-Hongaars leger | 3 november 1917   |                  |            |
| Hans Walther                                    | Kapitänleutnant        | Kaiserliche Marine         | 9 januari 1917    |                  |            |
| Gerhard Cornelius von Walrave                   | Generalmajor           | Deutsches Heer             | 4 mei 1741        |                  |            |
| Rudolf Walther von Monbary                      | Oberst                 | Deutsches Heer             | 20 september 1866 |                  |            |
| Franz Walz                                      | Generalleutnant        | Luftstreitkräfte           | 9 augustus 1918   |                  |            |
| Curt Freiherr von Wängenheim                    | Oberst                 | Deutsches Heer             | 3 september 1917  |                  |            |
| Charles-Emmanuel de Warnery                     | Generalmajor           | Deutsches Heer             | oktober 1756      |                  |            |
| Hermann Ludwig von Wartensleben                 | General der Kavallerie | Deutsches Heer             | 19 januari 1873   | 19 januari 1873  |            |
| Erwin Wassner                                   | Kapitänleutnant        | Marine                     | 5 maart 1918      |                  |            |
| Oskar Freiherr von Watter                       | Generalleutnant        | Deutsches Heer             | 23 december 1917  |                  |            |
| Theodor Freiherr von Watter                     | General der Infanterie | Deutsches Heer             | 1 september 1916  |                  |            |
| Theordor von Weber                              | Oberstleutnant         | Deutsches Heer             | 8 oktober 1918    |                  |            |
| Otto Weddigen                                   | Kapitänleutnant        | Kaiserliche Marine         | 24 oktober 1914   |                  |            |
| Fritz Freiherr von Wedekind                     | Major                  | Deutsches Heer             | 15 augustus 1918  |                  |            |
| Hasso von Wedel                                 | Generalmajor           | Deutsches Heer             | 27 augustus 1917  |                  |            |
| Richard Wellmann                                | Generalleutnant        | Deutsches Heer             | 23 december 1917  |                  |            |
| Karl von Wenckstern                             | Hauptmann              | Deutsches Heer             | 27 augustus 1918  |                  |            |
| Ralph Wenniger                                  | Kapitänleutnant        | Kaiserliche Marine         | 30 maart 1918     |                  |            |
| Karl Ritter von Wenniger                        | Generalleutnant        | Deutsches Heer             | 1 mei 1917        |                  |            |
| Bernhard Franz Wilhelm von Werder               | General der Infanterie | Deutsches Heer             | 17 september 1866 |                  |            |
| Hans von Werder General Bernhard von Werder.jpg | Oberst                 | Deutsches Heer             | 3 mei 1918        |                  |            |
| Wilhelm Werner                                  | Kapitänleutnant        | Kaiserliche Marine         | 18 augustus 1918  |                  |            |
| Eduard von Westhoven                            | Major                  | Deutsches Heer             | 1 april 1918      |                  |            |
| Georg Wetzell                                   | Major                  | Deutsches Heer             | 11 december 1916  | 1 november 1917  |            |
| Hermann von Wichmann                            | Oberstleutnant         | Deutsches Heer             | 16 september 1866 |                  |            |
| Georg Wichura                                   | General der Infanterie | Deutsches Heer             | 26 april 1917     | 8 juni 1918      |            |
| Hermann Wilck                                   | Hauptmann              | Deutsches Heer             | 9 oktober 1918    |                  |            |
| Adolf Wild von Hohenborn                        | Generalleutnant        | Deutsches Heer             | 2 augustus 1915   | 11 oktober 1918  |            |
| Ludwig Wilhelm Freiherr von Willisen            | Major                  | Deutsches Heer             | 1 november 1917   |                  |            |
| Karl Willweber                                  | Leutnant               | Deutsches Heer             | 3 september 1918  |                  |            |
| Arnold von Winckler                             | General der Infanterie | Deutsches Heer             | 27 november 1915  | 15 juni 1917     |            |
| Rudolf Windisch                                 | Leutnant               | Luftstreitkräfte           | 6 juni 1918       |                  |            |
| Kurt Wintgens                                   | Leutnant               | Luftstreitkräfte           | 1 juli 1916       |                  |            |
| Eduard Wittekind                                | Hauptmann              | Deutsches Heer             | 4 december 1917   |                  |            |
| Walther Dietrich von Witzleben                  | Generalmajor           | Deutsches Heer             | 23 juni 1918      |                  |            |
| Kurt Wolff                                      | Oberleutnant           | Luftstreitkräfte           | 4 mei 1917        |                  |            |
| Horst von Wolff                                 | Hauptmann              | Deutsches Heer             | 28 november 1917  |                  |            |
| Siegfried Woltersdorf                           | Major                  | Deutsches Heer             | 29 oktober 1918   |                  |            |
| Remus von Woyrsch                               | Generalfeldmarschall   | Deutsches Heer             | 25 oktober 1914   |                  |            |
| August Friedrich Ludwig von Wrangel             | Rittmeister            | Deutsches Heer             | 31 december 1806  |                  |            |
| Friedrich von Wrangel                           | Generalfeldmarschall   | Deutsches Heer             | 13 september 1848 | 18 juli 1807     |            |
| Friedrich Ernst von Wrangel                     | Premierleutnant        | Deutsches Heer             | 5 september 1757  |                  |            |
| Ernst von Wrisberg                              | Generalmajor           | Deutsches Heer             | 8 april 1918      |                  |            |
| Johann Jakob von Wunsch                         | Oberst                 | Deutsches Heer             | 1757              |                  |            |
| Otto Wünsche                                    | Kapitänleutnant        | Kaiserliche Marine         | 20 december 1917  |                  |            |
| Hermann Wülfing                                 | Major                  | Deutsches Heer             | 30 oktober 1918   |                  |            |
| Kurt Wüsthoff                                   | Leutnant               | Luftstreitkräfte           | 22 november 1917  |                  |            |
| Albrecht van Württemberg                        | Generalfeldmarschall   | Deutsches Heer             | 22 augustus 1915  | 25 februari 1918 |            |
| August van Württemberg                          | Generalfeldmarschall   | Deutsches Heer             | 3 augustus 1866   | 16 juni 1871     |            |
| Wilhelm von Württemberg                         | General der Kavallerie | Deutsches Heer             |                   |                  |            |
| Willem II van Württemberg                       | Generalfeldmarschall   | Deutsches Heer             |                   |                  |            |
| Fritz Wulff                                     | Major                  | Deutsches Heer             | 8 oktober 1918    |                  |            |
| Gustav Adolf von Wulffen                        | SS-Brigadeführer       | Waffen-SS                  | 21 april 1918     |                  |            |

### Y X Z
| Naem                                          | Rang                   | Krijgmachtsonderdeel | Pour le Mérite    | Eikenloof       | Afbeelding |
| --------------------------------------------- | ---------------------- | -------------------- | ----------------- | --------------- | ---------- |
| Oskar von Xylander                            | General der Infanterie | Beiers leger         | 20 augustus 1916  |                 |            |
| Ernst Graf Yorck von Wartenburg               | Major                  | Deutsches Heer       | 23 september 1918 |                 |            |
| Johann David Ludwig Graf Yorck von Wartenburg | Generalfeldmarschall   | Deutsches Heer       | 27 mei 1813       |                 |            |
| Alfred Ziethen                                | Generalmajor           | Deutsches Heer       | 14 juni 1915      |                 |            |
| Nikola Zhekov                                 | Generalmajor           | Bulgaars leger       | 18 januari 1916   |                 |            |
| Max Zunehmer                                  | Oberstleutnant         | Deutsches Heer       | 29 november 1917  |                 |            |
| Hans von Zwehl                                | General der Infanterie | Deutsches Heer       | 8 september 1914  | 17 oktober 1917 |            |